# Frères des écoles chrétiennes
 (septembre 2022).
Les Frères des Écoles chrétiennes ou Lasalliens (en latin Fratres Scholarum Christianarum) forment une congrégation laïque masculine de droit pontifical.

## Généralités
La congrégation des Frères des Écoles chrétiennes ou Lasalliens ou Frères de la Doctrine chrétienne, fondée à Reims en 1680 par saint Jean-Baptiste de La Salle, est vouée à l'enseignement et à la formation des jeunes, en particulier des plus défavorisés.  
Les frères ne sont pas prêtres. Aux vœux traditionnels de pauvreté, chasteté, obéissance, ils ajoutent une consécration totale de leur personne à la Sainte Trinité qui conduit à un engagement de stabilité dans la société pour tenir ensemble et par association les écoles gratuites ou faire dans ladite société ce à quoi ils seront employés soit par leurs supérieurs, soit par le corps de la société.
Les frères portaient une soutane noire non boutonnée avec un large rabat blanc, ils étaient familièrement surnommés les « Frères Quatre Bras » à cause de leur grand manteau à manches flottantes. Ils sont parfois désignés sous le terme de « FEC » (à ne pas confondre avec les « FIC », expression réservée aux Frères de l'instruction chrétienne).
Afin de mieux attacher ses disciples à leur vocation d'instituteurs, Jean-Baptiste de La Salle avait écarté résolument les Frères du sacerdoce en leur interdisant l'étude du latin, et cette règle fut strictement observée jusqu'en 1923. À cette époque, par une lettre adressée au 34e chapitre général, le pape Pie XI leur demande formellement d'ouvrir leurs programmes aux études classiques. Les Frères s'inclinent devant la volonté pontificale et modifient leur règle, afin de pouvoir aborder l'étude du latin et l'enseignement classique.
L'emblème de l'Institut est une étoile d'argent rayonnante placée sur un bouclier bleu dans lequel figure la devise « Signum Fidei » ou « Signe de la Foi ». L'étoile fait allusion à la foi et à la charité avec la devise « Indivisa manent » (« Que rien ne nous sépare jamais ! — restons toujours unis ! »).

## Histoire de l'institut des Frères

### XVIIIesiècle

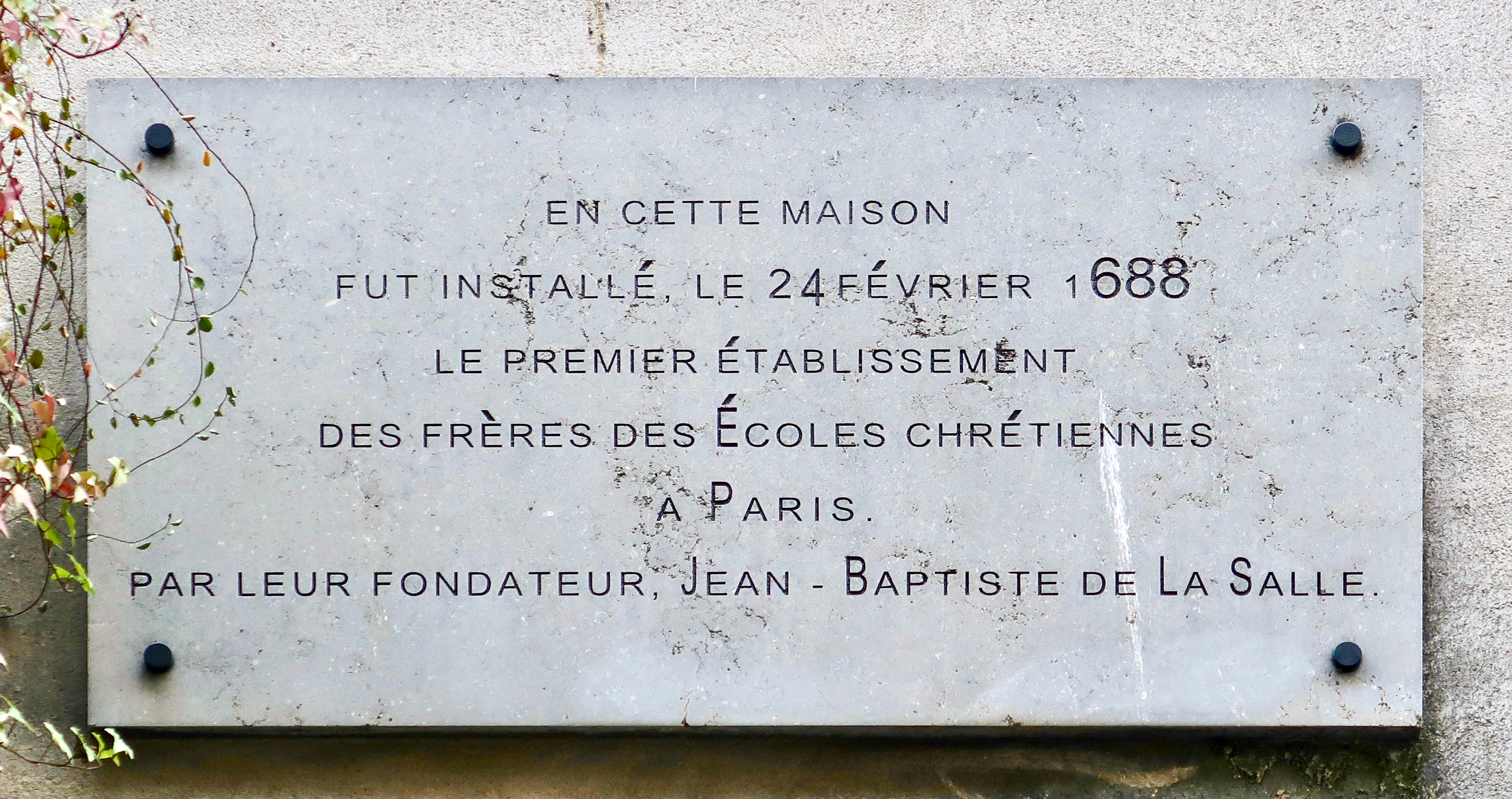
Plaque 12 rue Princesse (Paris), devant le bâtiment où est installé le premier établissement parisien en 1688.

En 1719, à la mort du fondateur, 274 frères enseignaient à 9 885 élèves dans vingt-trois écoles. En 1724, la Congrégation obtint de Louis XV des lettres patentes qui lui conféraient la personnalité civile. Le pape Benoît XIII lui octroie le rang de congrégation religieuse l'année suivante par la bulle pontificale « In Apostolicae dignitatis solio ».
Au cours du XVIIIe siècle, l'Institut se développe rapidement. Les programmes d'études étaient particulièrement innovants pour l'époque[réf. souhaitée]. Ainsi, au pensionnat d'Angers, comme à Saint-Yon de Rouen, et à Maréville de Nancy, outre le programme des écoles primaires, on y enseigne : l'histoire, la géographie, l'histoire naturelle, l'hydrographie, la mécanique, la cosmographie et les langues. On y donne des cours de sciences et de dessin industriel, des cours de mathématiques et d'architecture. On y apprend aussi certains métiers : tissage, travail du fer et du bois.
À la veille de la Révolution, il y a en France, 930 frères, répartis en cent vingt-huit établissements et donnant l'instruction à 35 700 élèves. En Italie, l'Institut compte également deux écoles (qui servirent de refuge à un certain nombre de frères pendant la période révolutionnaire).
Comme toutes les autres congrégations enseignantes, l'institut des Frères est supprimé le 18 août 1792 par un décret de l'Assemblée législative « considérant qu'un État vraiment libre ne doit souffrir aucune corporation, pas même celles qui, vouées à l'enseignement public, ont bien mérité de la patrie. »
Le secrétaire général de l'Institut, Guillaume-Nicolas-Louis Leclercq (frère Salomon), béatifié par la suite, est assassiné dans la prison des Carmes à Paris le 2 septembre 1792. Le 1er octobre 1792, toutes les écoles sont fermées et les biens saisis.

### XIXesiècle

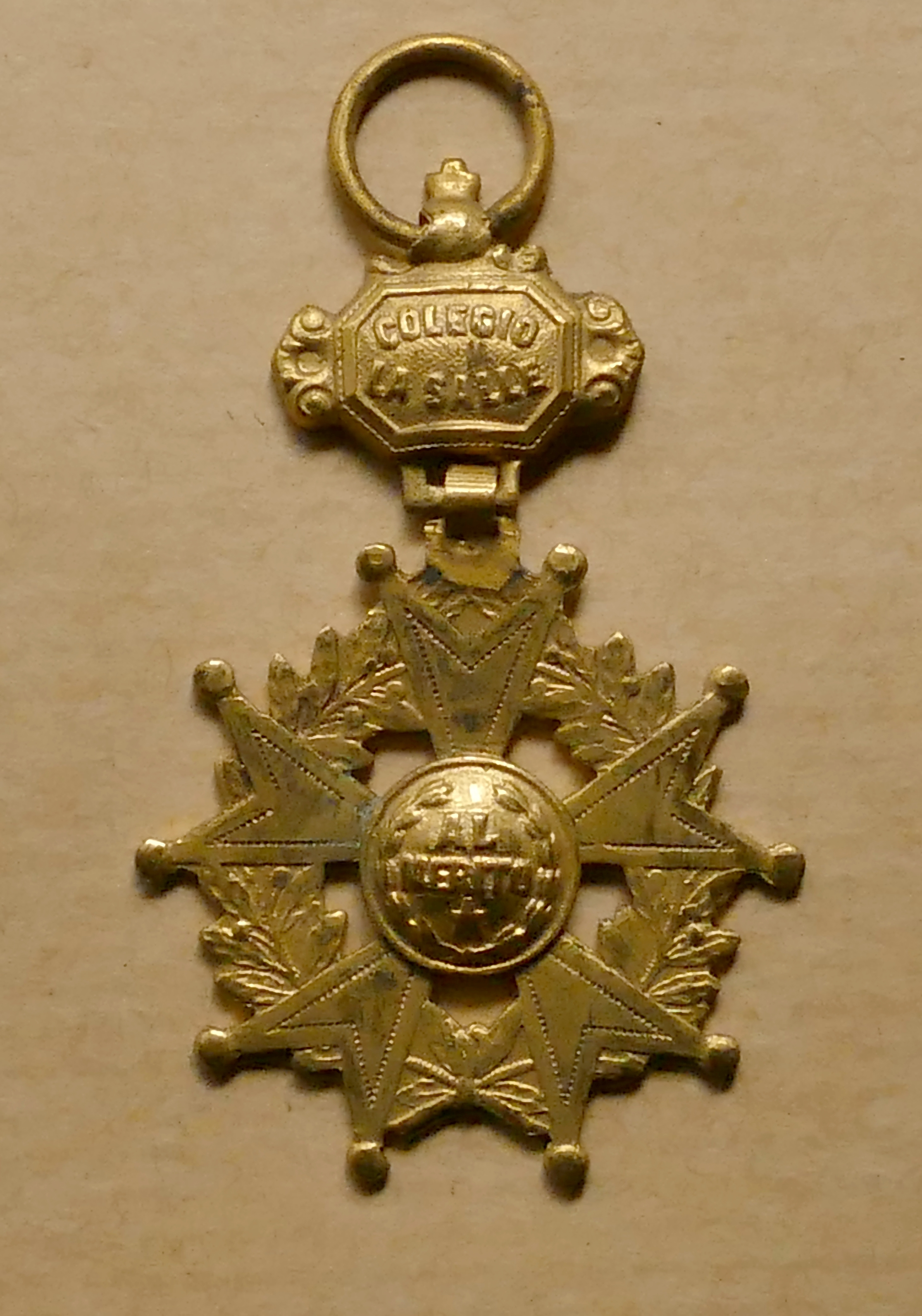
Croix d'honneur Al Merito ou mérite scolaire, insigne de récompense d'élève d'un collège lasallien, fin du XIXe siècle, Espagne, Portugal ou Amérique latine.

En 1803, sous le premier Empire, les Frères sont à nouveau autorisés grâce à l'influence de l'inspecteur général Ambroise Rendu, qui exige cependant d'eux (et des autres congrégations) un brevet d'enseignement.
Le 17 mars 1808, le décret impérial qui organise l'Université stipule dans son article 109 : « Les Frères des Écoles chrétiennes seront brevetés et encouragés par le grand-maître, qui visera leurs statuts intérieurs, les admettra au serment, leur prescrira un habit particulier et fera surveiller leurs écoles. Les supérieurs de ces congrégations pourront être membres de l'Université ». Ils reprennent donc officiellement leurs fonctions en 1810 et se développèrent rapidement dans toute la France.
Ce rapide essor inquiéte les milieux libéraux et anticléricaux. Afin d'y apporter une alternative, une nouvelle méthode d'enseignement, l'enseignement mutuel, dont le modèle était importé d'Angleterre, est promue. L'enseignement mutuel est cependant interdit par le pape Léon XII en 1824. Dans les années qui suivent la révolution de juillet 1830, plus de 2 000 écoles mutuelles existent, principalement dans les villes. La congrégation se développe tout particulièrement sous le généralat du frère Philippe qui débute en 1838. (100 ans plus tard les frères sont plus de 14000 et disposent d'écoles dans 64 pays). En 1833, François Guizot, ministre de Louis-Philippe Ier, promulgue une nouvelle loi visant à organiser l'éducation primaire, tranche aussi sur les méthodes pédagogiques, pour l'enseignement simultané des écoles lasalliennes, au détriment de l'enseignement mutuel qui, dès lors, entame un recul qui le mene en quelques années à la marginalisation.
En 1828, les Frères publient une édition revue et corrigée du livre de leur fondateur « Conduite des écoles chrétiennes ».

### XXesiècle
L'année 1900 marqua pour l'Institut l'apogée de sa prospérité en France. Le jury de l'Exposition universelle de Paris lui décerne plus de 60 récompenses, dont 4 grands prix, 14 médailles d'or et 21 médailles d'argent. En cette même année 1900, le 24 mai, le pape Léon XIII, devant 34 cardinaux et 250 évêques, procède à la canonisation du fondateur, saint Jean-Baptiste de La Salle.
Cependant, l'exode des Frères hors de France amorcé dès 1881, avec les lois laïques de Jules Ferry, est général après la suppression légale de l'ordre en France le 7 juillet 1904. L'Institut compte 15 457 frères dont 10 651 en France.
À la déclaration de guerre, en 1914, la plupart reviennent en France, et mille huit cent quatre-vingt-dix d'entre eux sont mobilisés. Entre les deux guerres, beaucoup de frères se sécularisent, gardant ainsi une place dans le domaine scolaire.
En 1955, on dénombrait quatre mille frères des Écoles chrétiennes œuvrant dans trois cent quarante-quatre écoles primaires ou complémentaires, trente-deux écoles secondaires et quarante-trois écoles techniques.

### Abus sexuels

#### Canada
En 2022, une action collective contre les Frères des écoles chrétiennes est autorisée à la suite d'agressions sexuelles au sein de l’école Dominique-Savio, à Forestville.

#### France
Le Likès est une institution religieuse fondée à Quimper (Finistère) en 1838 par les Frères des écoles chrétiennes.  Des témoignages d’anciens élèves mentionnent des agressions sexuelles, dans les années 1970, de la part d'un frère surveillant d’internat et professeur d’éducation manuelle. Une cellule d’écoute est mise en place à Paris pour recueillir la parole des victimes. En mars 2025, à la suite de l'affaire Bétharram, une des victimes du Likès regrette l'omertà sur cette affaire et demande à l'Église catholique d'intervenir .

#### Irlande
En Irlande, en 2004, les Frères chrétiens obtiennent de la justice irlandaise la garantie que le nom des victimes et surtout de frères coupables de violences, ne soit pas rendu public. Cette décision rend les poursuites judiciaires impossibles.
La congrégation des Frères des écoles chrétiennes a géré l'institution Rubane, près de Kircubbin. Entre 1951 et 1985, environ 1 000 enfants y ont séjourné, 200 d'entre eux ont affirmé avoir subi des abus sexuels. La congrégation des frères de De La Salle s'est excusée et déclare avoir versé une compensation financière pour les agressions dont elle s'est estimée responsable.

#### Suisse
Un frère des écoles chrétiennes, enseignant à Neuchâtel, est accusé d'agression sexuelles sur un enfant. Le  frère reconnait les agressions « Oui, hélas! j?ai fauté. Sans le vouloir et sans penser aux suites de mes gestes répréhensibles ». Il a quitté Neuchâtel uniquement quand l'affaire est devenue publique.

## Fusion
- En 1938, les Frères des Écoles chrétiennes de la Miséricorde de Montebourg, fondés par sainte Marie-Madeleine Postel en 1842, fusionnèrent avec les Frères des Écoles chrétiennes[12].

### Maisons généralices
- 1717–1771 : manoir de Saint-Yon, faubourg Saint-Sever, près de Rouen ;
- 1771–1780 : maison du Saint-Esprit, rue Neuve Notre-Dame-des-Champs, Paris ;
- 1780–1792 : maison du Saint-Enfant-Jésus, rue Saint-Ambroise, Melun ;
- 1795–1804 : place du Saint-Sauveur, Rome, Italie ;
- 1804–1821 : maison du Petit-Collège, place du Petit-Collège, Lyon ;
- 1821–1847 : maison du Saint-Enfant-Jésus, 185 rue du Faubourg-Saint-Martin, Paris ;
- 1847–1905 : maison Saint-Joseph (ancien hôtel de Montmorin et actuel ministère des Outre-mer), 27 rue Oudinot, Paris ;
- 1905–1936 : maison Saint-Joseph, Lembecq-lez-Hal, Belgique ;
- depuis 1936 : maison Saint-Jean-Baptiste-de-La-Salle, 476, Via Aurelia, Rome, Italie.

## Innovations pédagogiques

### Principales innovations

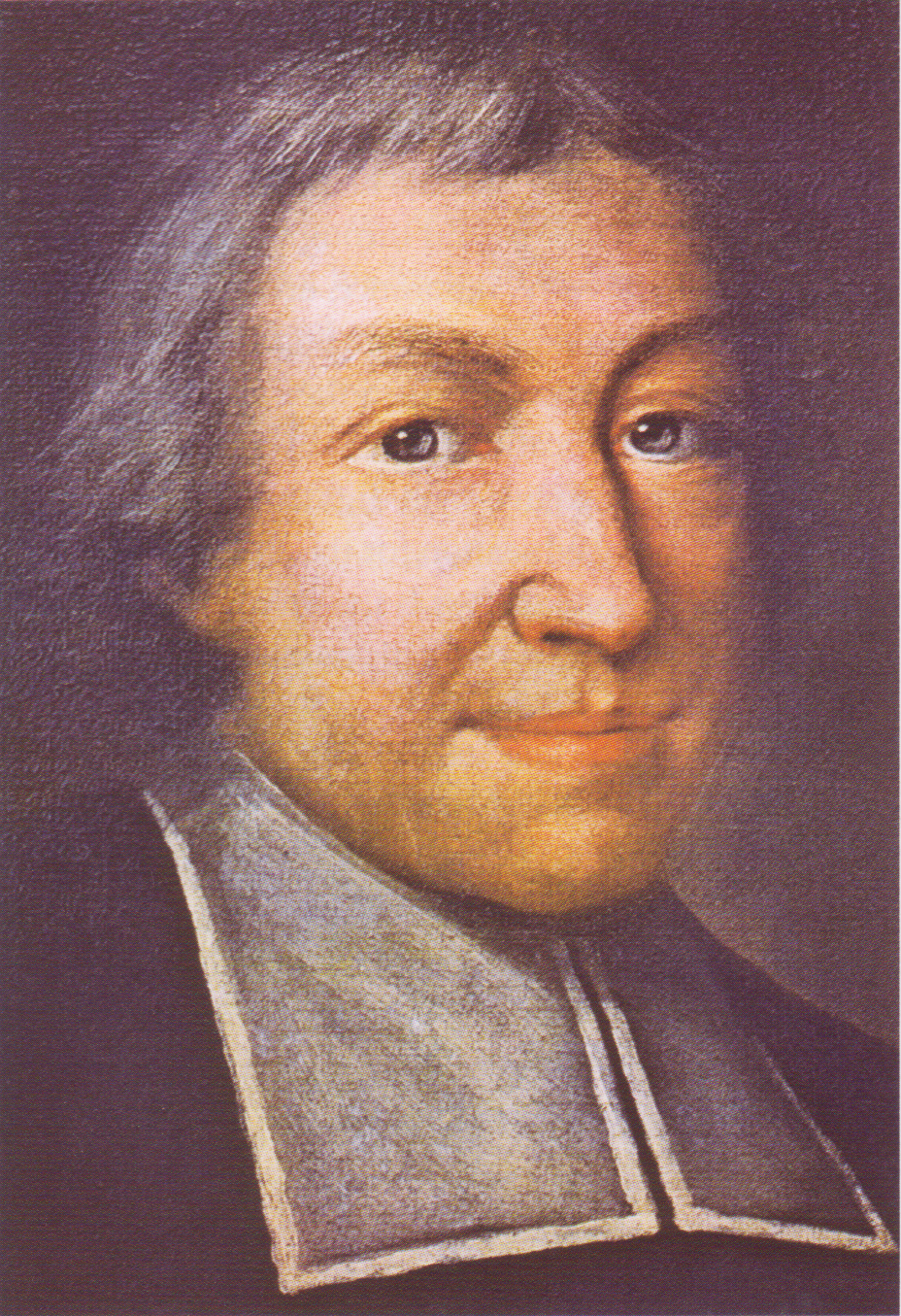
Jean-Baptiste de La Salle par Pierre Léger.

Au XVIIIe siècle, Jean-Baptiste de La Salle et ses premiers disciples n'ont pas ouvert un seul type d'école. Ils ont su répondre, d'une manière adaptée, aux diverses demandes. Ils ont créé :
- des écoles primaires, gratuites, organisées par classe, adaptées aux enfants : Jean-Baptiste de La Salle recommande l'apprentissage de la lecture dans la langue maternelle. Jusque-là, on apprenait d'abord à lire en latin. Chez les Frères, l'enseignement est simultané, les élèves sont groupés par niveau. Auparavant le maître, l'écolâtre, s'occupait individuellement des enfants. Pendant ce temps, les autres restaient inactifs ;

- des écoles normales. Jean-Baptiste de La Salle eut pour souci constant d'assurer une sérieuse formation des maîtres, une formation tout à la fois chrétienne et pédagogique, il inaugure un premier Séminaire (ou école normale) de maîtres pour la campagne, à Reims, en 1684 ; un second, en 1685, et un troisième, à Paris, en 1699[13], ce qui lui valut le titre d'« Instituteur des Instituteurs ». Avant lui, les écoles sont sans organisation et sans lien entre elles. Le recrutement et la formation des maîtres n'offrent que de médiocres garanties. Il conçoit un vaste plan d'organisation scolaire et créé les organes propres à le réaliser ;

- des cours pour adultes, qui permettent à l'ouvrier, à l'apprenti, après sa journée de travail, de perfectionner sa culture intellectuelle, en vue d'élever sa situation, ou tout au moins de l'améliorer. Ainsi des écoles dominicales sont-elles ouvertes, à Paris en 1698 et 1703. Ces cours pour adultes seront réorganisés par les Frères en 1830 ;

- des classes de formation professionnelles (préparant à un métier) pour les fils de bourgeois commerçants, où le sens pratique est développé. Les élèves travaillent sur des contrats, des imprimés et autres documents dont ils sauront se servir plus tard. La première école professionnelle est établie à Paris, à la paroisse Saint-Sulpice, en 1699, une seconde est créée à Saint-Yon en 1705 ;

- des « pensions de force » pour la rééducation des enfants difficiles et des jeunes délinquants.

### Idées d'avant garde
- Connaître l'enfant. Le maître s'intéresse à son milieu social et familial. Chaque écolier a son dossier. Tous les mois, les élèves peuvent changer de division, s'ils sont arrivés au niveau ;

- Adapter l'attitude éducative au caractère de l'enfant. Jean-Baptiste de La Salle écrit par exemple : « On s'abstiendra de corriger les enfants dans le commencement qu'ils viennent à l'école. Il faut commencer par connaître leur esprit, leur naturel, et leurs inclinations » ;

- Faire participer l'élève à son enseignement. Le maître demande un effort personnel, pose des questions, laisse chercher l'écolier, demande des travaux pratiques (composer des problèmes, rédiger des quittances...). Le maître parle peu et ne dispense pas de cours magistraux.

- Faire participer l'élève à la vie de l'école. On établit tout un système de service pour la communauté. Par exemple :
  - le clavier : il ouvre et ferme les portes de l'école ;
  - l'aumônier : il ramasse le pain et les fruits en trop pour les donner aux plus démunis ;
  - le sonneur : il sonne le début et la fin des classes ;
  - les premiers de banc : ils marquent les absents et jouent un rôle de leader pour leur « banc » ;
  - les visiteurs des absents, deux par quartier : ils vont voir les écoliers malades.

Certes, depuis trois siècles, la connaissance de l'enfant et sa pédagogie se sont beaucoup enrichies. Quelques attitudes demandent aujourd'hui à être révisées, comme le caractère trop logique des méthodes, l'insistance sur le silence et sur la gravité, au détriment de la liberté d'expression. Mais les principes pédagogiques mis en œuvre chez les Frères restent toujours valables : le caractère global de l'éducation (à la fois chrétienne, intellectuelle, pratique et morale), l'importance des bases que sont la lecture, l'écriture, le calcul, l'usage de la répétition, du contrôle régulier.

## Bienheureux et saints du monde lasallien

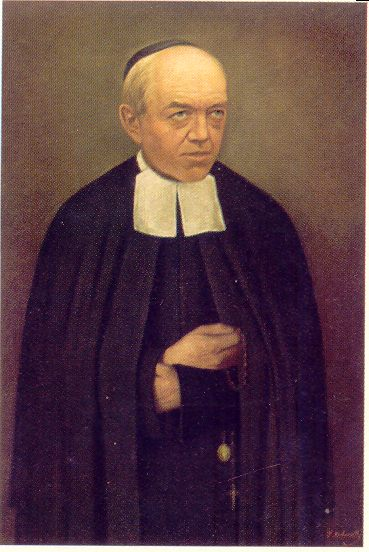
Frère Mutien-Marie (1841–1917).

- Bienheureux frère Amalio (Justo Zariquiegui Mendoza) – espagnol ;
- Bienheureux frère Ambrosio León, (Pedro Lorente Vicente) – espagnol ;
- Saint Anicet Adolfo (Manuel Seco Gutiérrez) – espagnol ;
- Saint Augusto Andrés (Román Martín Fernández) – espagnol ;
- Bienheureux frère Arnould (Jules-Nicolas Rèche) – français ;
- Bienheureux frère Aurelio María (Bienvenido Villalón Acebrón) – espagnol ;
- Saint Bénilde (Pierre Romançon) – français ;
- Saint Benito de Jesús (Héctor Valdivieso Sáez) - argentin ;
- Saint Benjamín Julián (Vicente Alonso Andrés) – espagnol ;
- Bienheureux frère Bertrán Francisco, (Francisco Lahoz Moliner) – espagnol ;
- Saint Cirilo Bertrán (José Sanz Tejedor) – espagnol ;
- Bienheureux frère Edmigio (Isidoro Primo Rodríguez González) – espagnol ;
- Bienheureux frère Elías Julián, (Julián Torrijo Sánchez) – espagnol ;
- Bienheureux frère Evencio Ricardo (Eusebio Alonso Uyarra) – espagnol ;
- Bienheureux frère Florencio Martín (Álvaro Ibáñez Lázaro) – espagnol ;
- Saint Jaime Hilario (Manuel Barbal Cosán) – espagnol ;
- Bienheureux frère Honorato Andrés, (Andrés Zorraquino Herrero) – espagnol ;
- Bienheureux frère José Cecilio (Bonifacio Rodríguez González) - espagnol ;
- Saint Julián Alfredo (Vilfrido Fernández Zapico) – espagnol ;
- Bienheureux frère Léon (Jean Mopinot) - français, martyr des pontons de Rochefort ;
- Saint Marciano José (Filomeno López y López) – espagnol ;
- Saint Miguel (Francisco Febres Cordero) – équatorien ;
- Saint Mutien-Marie (Louis-Joseph Wiaux) – belge ;
- Bienheureux frère Roger (Pierre-Sulpice-Christophe Faverge) - français, martyr des pontons de Rochefort ;
- Saint Salomon Leclercq[14] (Nicolas Leclercq) – français, martyr de la prison des Carmes ;
- Bienheureux frère Scubilion Rousseau (Jean-Bernard Rousseau) – français ;
- Bienheureux frère Teodomiro Joaquín (Adrián Sáiz Sáiz) – espagnol ;
- Bienheureux frère Uldaric (Jean-Baptiste Guillaume) - français, martyr des pontons de Rochefort ;
- Bienheureux frère Valerio Bernardo (Marciano Herrero Martínez) – espagnol ;
- Saint Victoriano Pío (Claudio Bernabé Cano) – espagnol ;
- Bienheureux frère Raphaël Louis Rafiringa - malgache, béatifié à Antananarivo le 7 juin 2009 ;
- Bienheureux James Alfred Miller - étasunien. Martyr, béatifié à Huehuetenango le 7 décembre 2019.

## Figures lasalliennes

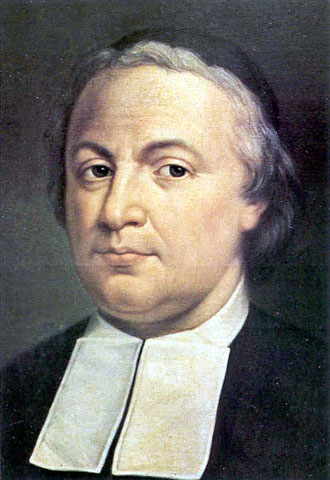
Frère Agathon (1731–1798), supérieur général des Frères des Écoles chrétiennes (1777).

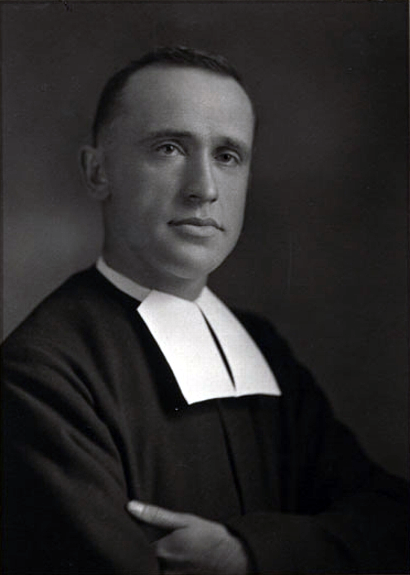
Frère Marie-Victorin (1885–1944).

- Frère Agathon, (1731–1798), français, 5e supérieur général ;
- Frère Philippe Bransiet[15], (1792–1874), français, 10e supérieur général ;
- Frère Secondien, (1793–1885)[16] ;
- Frère Libanos (1812–1883)[17], français, directeur du pensionnat de Passy ;
- Frère Eugène-Marie (Eugène Chanoine) (1824-1893), directeur de l'Institut agricole de Beauvais (Oise) de 1840 à son décès. Eminent agronome, il est le créateur de la variété de pomme de terre l’Institut de Beauvais[18].
- Frère Exupérien (Adrien Mas)[19],[20], (1829–1905), français, assistant du supérieur général ;
- Frère Evagre (Alexis Joseph Longuenesse), (1831–1914), français ;
- Frère Gabriel-Marie (Edmond Brunhes)[21], (1834–1916), français, mathématicien et 14e supérieur général ;
- Frère Julius-de-Jésus[22], (1837–1927) ;
- Frère Auguste-Hubert (Léon-Auguste-Hubert Gérard)[23], (1845–1908) ;
- Frère Alpert (Chrétien Motsch)[24], (1849–1898), français ;
- Frère Gregorio Bühl (1896–1973)[25], allemand ;
- Frère Teodoreto (Giovanni Garberoglio), (1871–1954), italien, fondateur de l'Union des catéchistes à Turin en 1914[26] ;
- Frère León, (1871–1955), botaniste franco-cubain ;
- Frère Marie-Victorin[27], (1885–1944), canadien ;
- Frère Adolfo Lanzuela (1894–1976)[28], espagnol ;
- Frère Alcime-Marie (Louis-Marie Beyla)[29], (1883–1973) ;
- Frère Andrés Hibernon (1880–1969)[30], espagnol ;
- Frère Jean Fromental Cayroche (1895–1978)[31], français. Fondateur des Sœurs Guadaloupaines de La Salle et déclaré vénérable le 5 juillet 2013 ;
- Frère Nymphas-Victorin, dit frère Victorino (Augustin Arnaud), (1885–1966), français ;
- Frère Héribaud-Joseph (Jean-Baptiste Caumel), (1841–1917), français, botaniste ;
- Frère Apolinaire-Marie (Nicolas Seiler), (1867–1949), français, botaniste (Colombie) ;
- Frère Sennen (1861–1937)[32], botaniste (Espagne) ;
- Frère Gustave-Arsène (Arsène Brouard)[33], (1867–1938), botaniste (Mexique) ;
- Frère Gamaliel (Géraud Augustin Peyrac)[34], (1818–1865), français, architecte, sculpteur. Il réalise la statue Notre-Dame-de-la-Garde à Volvic ;
- Frère Hariolf (Pierre Fayolle) (1825–1910), français, dirige les travaux de construction de la basilique Notre-Dame-des-Enfants[35] ;
- Frère Gerbert-Vincent, (Marcel Genestier) (1901–1945), Directeur du Pensionnat de Pontgibaud dans le Puy-de-Dôme, déclaré Juste parmi les nations en 2001[36] ;
- Frère Phorbin-Gabriel (Gabriel Boile) (1901–1980), directeur du pensionnat Saint-Louis de Saint-Étienne dans le département de la Loire, déclaré Juste parmi les nations en 2013[37] ;
- Frère Navit-Pierre (Pierre Nauton)[34], (1912–1970), français, ethnologue ;
- Frère Michel Sauvage[38], (1902–2001) ;
- Frère Arétas-Lucien (Pierre Weydert)[34], (1885–1965), luxembourgeois ;
- Frère Hiéron (Jean Giraudias)[39], français, cofondateur en 1887 du Syndicat des employés du commerce et de l'industrie[40] ;
- Frère Théphanius-Léo (Adolphe Chatillon), (1871–1929), canadien, reconnu vénérable en 2011[41] ;
- Frère Adolphe-Joseph (Charles Collier), (1872–1940), français ;
- Frère Melage-Antoine (Antoine Magonette), (1875–1948), belge, poète[42] ;
- Frère Victorin-Arnaud, (1885–1966), français ;
- Frère James Miller, (1945–1982)[43], américain ;
- Frère Javier Guttiérrez Alvarez, colombien ;
- Frère Wojciech Trocha, (1894–1943), polonais ;
- Frère Tiberiu Rata, (1924–1999), roumain ;
- Frère Armin Luistro (en), (né en 1961), philippin, ministre de l'Éducation des Philippines dans le gouvernement du président Benigno Aquino III ;
- Frère Paul McAuley[44], (né en 1945), écologiste britannique, président du réseau environnemental Loreto (Pérou) ;
- Frère Achille de la Miséricorde, (Aimable Brunet) (1837–1899), compositeur de musique et de chants religieux, français ;
- Frère Idelphus (1837–1922), directeur des œuvres de jeunesse des Frères des Écoles chrétiennes à Paris de 1885 à 1923. - Auteur de théâtre pour la jeunesse, poète, maître de chapelle ;
- Frère Victorin-Nymphas Pagès (1885–1966), missionnaire à Cuba où il crée la Fédération de la jeunesse catholique cubaine, puis à Porto Rico ; vénérable ;
- Frère Didier Camille, (Jacques Piveteau) (1924–1986), formateur d'enseignants, de cadres d'entreprises, de formateurs ;
- Frère Santiago Miller, (Jacques Alfred Miller) (1944–1982), d'origine américaine, il a connu le martyre au Guatemala. En voie de béatification ;
- Frère Cyriel Wieme, (Jules Wieme) (1922–2015), instituteur-agriculteur en Belgique et à Kisaro, Rwanda.

## Frères supérieurs généraux de l'institut
- 1er - 1717–1720 : frère Barthélemy (Joseph Truffet) (1678–1720)[45] ;
- 2e - 1720–1751 : frère Timothée (Guillaume Samson-Bazin) (1682–1752) ;
- 3e - 1751–1767 : frère Claude (Jean-Pierre Nivet) (1690–1775) ;
- 4e - 1767–1777 : frère Florence (Jean Boubel) (1725–1800) ;
- 5e - 1777–1798 : frère Agathon (Joseph Goullieux) (1731–1798)[46] ;
- 6e - 1798–1810 : frère Frumence (Jean-Baptiste Herbet) (1747–1810) ;
- 7e - 1810–1822 : frère Gerbaud (Sébastien Thomas) (1760–1822) ;
- 8e - 1822–1830 : frère Guillaume-de-Jésus (François Marre) (1748–1830) ;
- 9e - 1830–1838 : frère Anaclet (Claude-Louis Constantin) (1788–1838) ;
- 10e - 1838–1874 : frère Philippe (Matthieu Bransiet) (1792–1874)[47] ;
- 11e - 1874–1875 : frère Jean-Olympe (Joseph-Just Paget) (1813–1875)[48] ;
- 12e - 1875–1884 : frère Irlide (Jean-Pierre Cazaneuve) (1814–1884)[49] ;
- 13e - 1884–1897 : frère Joseph (Jean-Marie Josserand) (1823–1897)[50] ;
- 14e - 1897–1913 : frère Gabriel-Marie (Edmond Jean-Antoine Brunhes) (1834–1916) ;
- 15e - 1913–1923 : frère Imier-de-Jésus (Jean-Antoine Lafabrègue) (1855–1927) ;
- 16e - 1923–1928 : frère Allais-Charles (Jean Petiot) (1858–1928)[51] ;
- 17e - 1928–1934 : frère Adrien (Adrien Petiot) (1867–1934) ;
- 18e - 1934–1940 : frère Junien-Victor (Auguste Détharré)[52] (1864–1940) ;
- 19e - 1940–1946 : frère Arèse-Casimir (Noël-Valentin Bression) (1862–1954) ;
- 20e - 1946–1952 : frère Athanase-Emile (Louis-Arthur Ritiman) (1880–1952) ;
- 21e - 1952–1956 : frère Denis-de-Jésus (Alphonse-Louis de Schepper) (1882–1971) ;
- 22e - 1956–1966 : frère Nicet-Joseph (Pierre-Paul Loubet) (1898–1999) ;
- 23e - 1966–1976 : frère Charles-Henry (Thomas-Joseph Buttimer) (1909–1982) ;
- 24e - 1976–1986 : frère José Pablo (José Manuel Basterrechea) (1917–1995) ;
- 25e - 1986–2000 : frère John Joseph (John Calvin Johnston) (1933–2007) ;
- 26e - 2000–2014 : frère Álvaro Rodríguez Echeverría[53] (né en 1942) ;
- 27e - 2014–2022 : frère Robert Schieler (né en 1950) ;
- 28e - 2022–présent : frère Armin Altamirano Luistro (né en 1961).

## L'institut des Frères en France
Le district de France et d'Europe francophone compte environ trois cents cinquante frères.
En France, les FEC poursuivent leur mission avec de nombreux laïcs par l'intermédiaire de la Fondation de La Salle. On les appelle également les « Lasalliens », du nom du fondateur, Jean-Baptiste de La Salle.
Le réseau lasallien français représente 20 % de l'enseignement congréganiste. Cent cinquante œuvres d'éducation lasallienne, implantées dans cent vingt et une communes, accueillent 150 000 élèves avec 14 000 enseignants et cadres d'éducation et trois mille personnes chargées de tâches administratives et de service.

### Archives lasalliennes
- Les Archives lasalliennes de France, situées à Lyon, conservent les archives des anciens districts de France, des établissements scolaires, des communautés de frères, des documents liés à la pédagogie, du matériel scolaire et divers objets et mobiliers recueillis dans les institutions lasalliennes.

### Enseignement primaire et secondaire
- 88 écoles ;
- 118 collèges ;
- 51 lycées d'enseignement général et technologique, (dont 8 lycées agricoles) ;
- 50 lycées professionnels, (dont 9 lycées professionnels) ;
- 22 centres de formation d'apprentis.

### Enseignement supérieur
- 154 sections BTS ;
- 36 sections préparatoires aux grandes écoles ;
- 3 écoles d'ingénieurs ;
- 1 centre de formation pédagogique.

### Internats et campus
- 48 internats ;
- 1 campus.

### Autres établissements
- 3 écoles d'ingénieurs partenaires ;
- 19 centres de formation continue ;
- 5 centres de séjour éducatif ;
- 20 antennes scolaires mobiles (gens du voyage) ;
- 2 institutions d'aide à l'insertion.

### Localisation des établissements lasalliens en France
En italique : anciens établissements.

#### Auvergne-Rhône-Alpes
- Clermont-Ferrand (Puy-de-Dôme), ensemble scolaire Jean-Baptiste de La Salle (École Monanges, École et Collège Franc Rosier, lycée Godefroy-de-Bouillon de Clermont-Ferrand (d)) ;
- Vals-Près-Le-Puy (Haute-Loire) :
  - Pensionnat Notre-Dame de France, jusqu'en 2010 ;
  - Institut catholique des sciences de la vie et de la Terre.
- Annecy (Haute-Savoie), École - Collège Saint Jean-Baptiste de La Salle ;
- Grenoble (Isère), collège La Salle-L'Aigle Grenoble ;
- La Motte-Servolex (Savoie), groupe scolaire Sainte-Anne savoisienne ;
- Limonest (Rhône), institut Sandar - lycée d'enseignement général et d'agrotechnologie ;
- Lyon (Rhône) :
  - Centre scolaire Jean-Baptiste-de-La-Salle ;
  - Aux Lazaristes ;
  - école catholique des Arts et Métiers (ECAM).
- Pringy (Haute-Savoie), collège privé La Salle ;
- Saint-Étienne (Loire) :
  - Ensemble scolaire La Salle ;
  - Institut de jeunes sourds Plein Vent.
- Thonon-les-Bains (Haute-Savoie), ensemble scolaire Saint-François-Saint-Joseph.

#### Bourgogne-Franche-Comté
- Auxerre (Yonne), groupe scolaire Saint-Joseph La Salle. Fondation initiale en 1819 ;
- Avallon (Yonne), collège et lycée Jeanne-d'Arc ;
- Dijon (Côte-d'Or), groupe Saint-Joseph La Salle ;
- Paray-le-Monial (Saône-et-Loire), Ensemble scolaire La Salle (École Jeanne et Sainte Cécile, Collège Jeanne d'Arc, Lycée Général et Technologique Jeanne d'Arc et lycée professionnel du Sacré Cœur La Salle) ;
- Semur-en-Auxois (Côte-d'Or), école et collège Saint-Joseph La Salle ;
- Dole (Jura), lycée Pasteur Mont-Roland (Groupe Mont-Roland)[54] ;
- Levier (Doubs) :
  - École, collège Sainte-Jeanne-d'Arc Saint-Joseph ;
  - Lycée La-Salle.
- Longevilles-Mont-d'Or (Doubs), centre Les Campenes.

#### Bretagne
- Argentré-du-Plessis (Ille-et-Vilaine), groupe scolaire La Salle Saint-Joseph ;
- Arradon (Morbihan) :
  - Collège Saint Jean-Baptiste de La Salle ;
  - École Sainte-Marie.
- Auray (Morbihan) lycée agricole et horticole privé Kerplouz LaSalle ;
- Brest (Finistère), ensemble scolaire La Croix-Rouge ;
- Fougères (Ille-et-Vilaine), collège catholique Jeanne-d'Arc ;
- Guidel (Morbihan), collège Saint Jean La Salle ;
- Landivisiau, collège Saint-Joseph-LaSalle ;
- Lannilis (Finistère), collège Saint-Antoine, fondé en 1895 ;
- Le Faouët (Morbihan), collège Sainte-Barbe ;
- Lorient (Morbihan) :
  - Collège Lycées Saint-Joseph La Salle ;
  - École Saint-Christophe.
- Nivillac-La Roche-Bernard (Morbihan), collège Saint-Joseph ;
- Plouay, collège Saint-Ouen La Salle ;
- Ploubazlanec (Côtes-d'Armor), lycée Kersa La Salle, (Marine, industriel, tertiaire), fondé en 1946 ;
- Ploudalmezeau collège Saint-Joseph ;
- Questembert, collège Saint-Joseph-LaSalle ;
- Quimper (Finistère) :
  - collège et lycée le Likès, fondé en 1838 ;
  - École primaire Saint-Corentin.
- Rennes(Ille-et-Vilaine), collège de la Tour d'Auvergne ;
- Saint-Brieuc (Côtes-d'Armor), lycée du Sacré-Cœur ;
- Saint-Évarzec (Finistère), école Saint-Louis-de-Gonzague ;
- Tinténiac (Ille-et-Vilaine), collège privé Saint-Joseph ;
- Vannes (Morbihan) :
  - École Nicolazic - La Salle ;
  - Lycée Saint-Joseph.

#### Centre-Val de Loire
- Bourges (Cher), groupe scolaire Saint-Jean-Baptiste de La Salle ;
- Dreux (Eure-et-Loir), pensionnat Saint-Pierre, jusqu'en 1973 ;
- Joué-lès-Tours (Indre-et-Loire), ensemble scolaire Saint-Gatien.

#### Grand-Est
- Reims (Marne) :
  - lycée Saint-Jean-Baptiste de La Salle ;
  - pensionnat du Sacré-Cœur ;
  - Groupe scolaire Jeanne-d'Arc La Salle.
- Romilly-sur-Seine (Aube), groupe scolaire La Salle Saint-Joseph ;
- Thillois (Marne), lycée La Salle Reims-Thillois ;
- Troyes (Aube), groupe Saint-Joseph, école primaire, lycée général, technologique et professionnel, centre de formation ;
- Metz (Moselle), Institution de La Salle Metz ;
- Nancy (avenue de la Libération) puis Laxou (413, avenue de Boufflers) (Meurthe-et-Moselle), Institution Saint-Joseph, fondée en 1874, fermée en 2009 ;
- Nancy (Meurthe-et-Moselle), école La Providence ;
- Pont-à-Mousson (Meurthe-et-Moselle), ensemble scolaire Notre-Dame ;
- Verdun (Meuse), groupe scolaire collège et lycée Sainte-Anne ;
- Longuyon (Lorraine), école - collège Sainte Chrétienne ;
- Saint-Avold (Moselle), ensemble scolaire Sainte Chrétienne ;
- Sarreguemine (Moselle), ensemble scolaire Sainte Chrétienne.

#### Hauts-de-France
- Arques (Pas-de-Calais), école Saint-Martin Sainte-Thérèse ;
- Boulogne-sur-Mer (Pas-de-Calais), ensemble scolaire Godefroy de Bouillon ;
- Coudekerque-Branche (Nord) école et collège privés de La Salle ;
- Douai (Nord), lycée Deforest de Lewarde ;
- Le Portel (Pas-de-Calais), école Saint Jean-Baptiste de La Salle ;
- Lille (Nord), ensemble scolaire La Salle ;
- Roubaix (Nord), collège Sainte-Marie ;
- Valenciennes (Nord), école et Collège Saint Jean-Baptiste de La Salle ;
- Villeneuve-d'Ascq (Nord), ensemble scolaire Saint-Adrien ;
- Wattrelos (Nord), collège privé Saint-Joseph ;
- Amiens (Somme), ensemble scolaire Saint-Jean-Baptiste de La Salle ;
- Beauvais (Oise), l'institut polytechnique UniLaSalle ;
- Sailly-Flibeaucourt (Somme), institution Sangnier fermée en 1957.

#### Île-de-France
- Igny (Essonne) :
  - Ensemble scolaire La Salle Saint Nicolas, de la maternelle au lycée (agricole et général), et UFA.
- Issy-les-Moulineaux (Hauts-de-Seine), groupe scolaire La Salle Saint-Nicolas ;
- Nemours (Seine-et-Marne), institution La Salle Sainte-Marie[55] ;
- Pantin (Seine-Saint-Denis), groupe scolaire privé catholique Saint-Joseph - La Salle ;
- Paris (75004), ensemble scolaire des Francs-Bourgeois-La Salle ;
- Paris (75007), La Rochefoucauld ;
- Paris (75013), école et collège Notre-Dame de La Gare ;
- Paris (75020), école et collège Saint-Germain de Charonne ;
- Rueil-Malmaison (Hauts-de-Seine), ensemble scolaire La Salle Passy-Buzenval ;
- Saint-Denis (Seine-Saint-Denis), lycée Saint-Jean-Baptiste-de-la-Salle ;
- Sarcelles (Val-d'Oise), maternelle, école, collège, lycée Saint-Rosaire ;
- Juilly (77), Cours Bautain-La Salle.

Les établissements d'Igny, Rueil-Malmaison et Issy-les-Moulineaux, sont issus de l'Œuvre de Saint-Nicolas, fondée en 1827 par l'abbé Martin de Bervanger et confiée en 1859 aux Frères par le cardinal François-Nicolas-Madeleine Morlot, archevêque de Paris.

#### Normandie

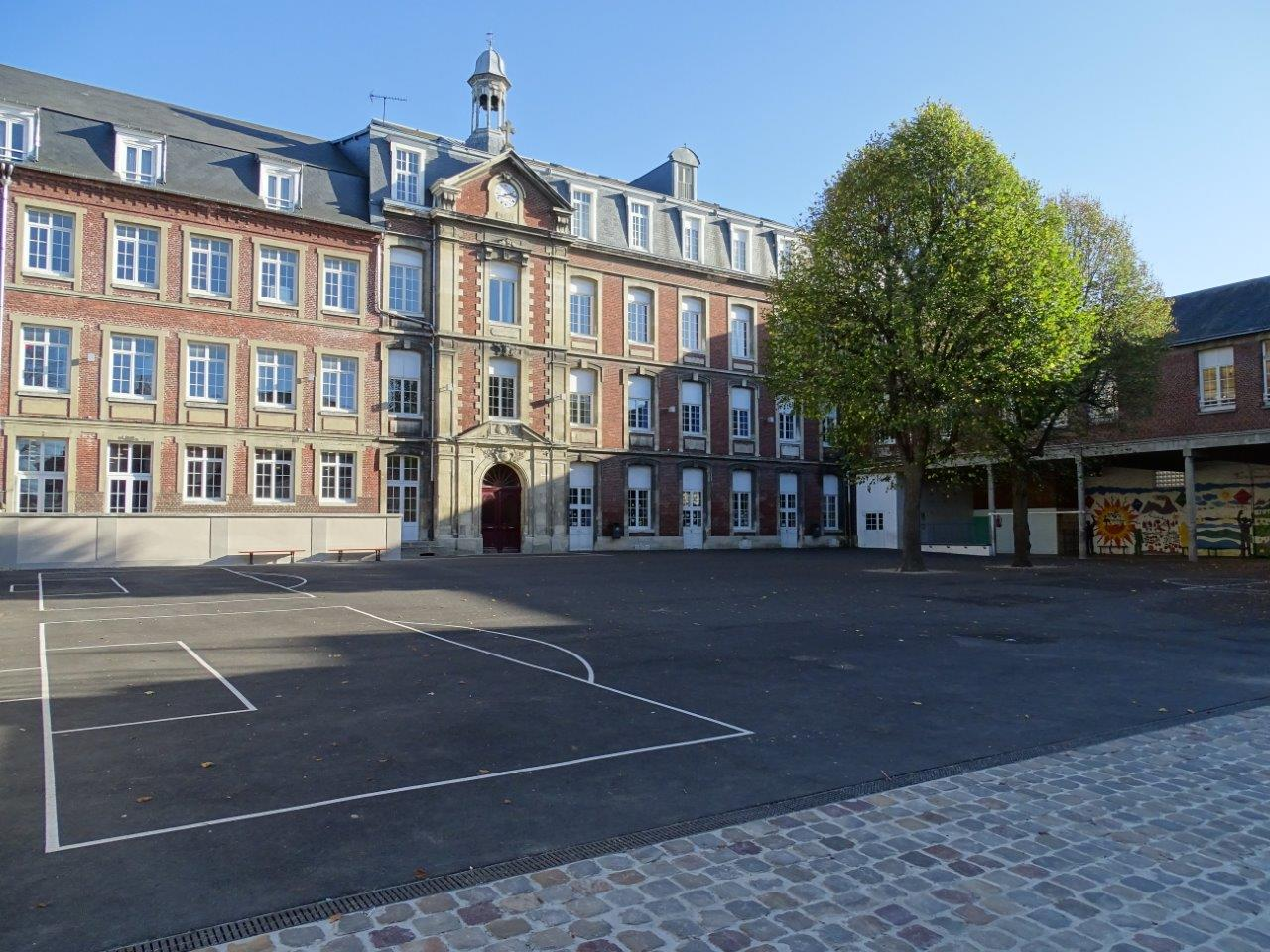
Pensionnat Jean-Baptiste-de-La-Salle de Rouen, le collège.

- Caen (Calvados), pensionnat Saint-Joseph, fondé en 1885. Il passe sous tutelle diocésaine à partir de 1966 ;
- Darnetal (Seine-Maritime), école primaire Saint-Jean-Baptiste-de-La-Salle, fondée en 1705[57] ;
- Lisieux (Calvados), école-collège Saint-Jean-Baptiste-de-La-Salle, fondée en 1776, sous tutelle diocésaine depuis 1981 ;
- Montebourg (Manche), collège, école d'agriculture, abbaye de Montebourg ;
- Mont-Saint-Aignan (Seine-Maritime), l'institut polytechnique UniLaSalle ;
- Rouen (Seine-Maritime) :
  - pensionnat Jean-Baptiste-de-La-Salle[58], école maternelle et élémentaire, collège et lycée d'enseignement général. Fondé en 1874 :
  - collège Bellefonds, fondé en 1861, sous tutelle lasallienne jusqu'en 1977 :
  - École de l'Aître Saint-Maclou, école de charité créée en 1659 par l'Hospice général de Rouen et confiée aux Frères en 1705[59].

#### Nouvelle-Aquitaine
- Agen (Lot-et-Garonne), institution La Salle - Félix-Aunac ;
- Bayonne (Pyrénées-Atlantiques), école et collège La Salle Saint-Bernard ;
- Bois - Saint-Genis-de-Saintonge (Charente-Maritime), lycée agricole La Salle-Saint Antoine ;
- Bordeaux, Talence et Quartier Saint Michel (Gironde), Ensemble Scolaire Privé Saint-Genès La Salle : école collège, lycée général et professionnel, BTS Audiovisuel et 1er cycle ECAM LaSalle ;
- Jurançon (Pyrénées-Atlantiques), école et collège La Salle Saint-Joseph ;
- Couhé (Vienne), collège La Salle Saint-Martin ;
- Jaunay-Clan (Vienne), école-collège Sacré Cœur La Salle[60] ;
- Pont-l'Abbé-d'Arnoult (Charente-Maritime), ensemble scolaire privé catholique La Salle Saint-Louis ;
- Poitiers (Vienne), école-collège La Providence[60] ;
- Rochefort : école et collège Sainte-Marie de La Providence La Salle ;
- Ruffec (Charente), ensemble scolaire Sacré Cœur La Salle[60] ;
- Vouillé (Vienne), ensemble scolaire la Chaume La Salle ;
- Casteljaloux (Lot-et-Garonne), institution La Salle Sainte Marie ;
- Monbahus (Lot-et-Garonne), collège La Salle Notre-Dame.

#### Occitanie
- Alès (Gard) lycée de La Salle ;
- Béziers (Hérault), ensemble scolaire PIC La Salle ;
- Frontignan (Hérault), école collège Sainte-Thérèse[61] ;
- Montpellier (Hérault), ensemble scolaire Saint-Jean-Baptiste de La Salle ;
- Nîmes (Gard), collège et école Saint-Jean-Baptiste de La Salle ;
- Perpignan (Pyrénées-Orientales), Institution La Salle Saint Jean ;
- Castres (Tarn), ensemble scolaire de La Salle ;
- Masseube (Gers), institut Saint-Christophe ;
- Olemps (Aveyron), école Les Grillons ;
- Pibrac (Haute-Garonne), école-collège Saint Jean-Baptiste de La Salle ;
- Rodez (Aveyron), ensemble scolaire Sainte-Geneviève-Saint-Joseph. Première fondation en 1745 ;
- Saint-Céré (Lot), entre 1846 et 1887, ancien monastère des Visitandines, actuellement lycée public Jean Lurçat ;
- Toulouse (Haute-Garonne), ensemble scolaire Saint-Joseph (Lycée privé Saint-Joseph).

#### Pays-de-la-Loire
- Angers (Maine-et-Loire) :

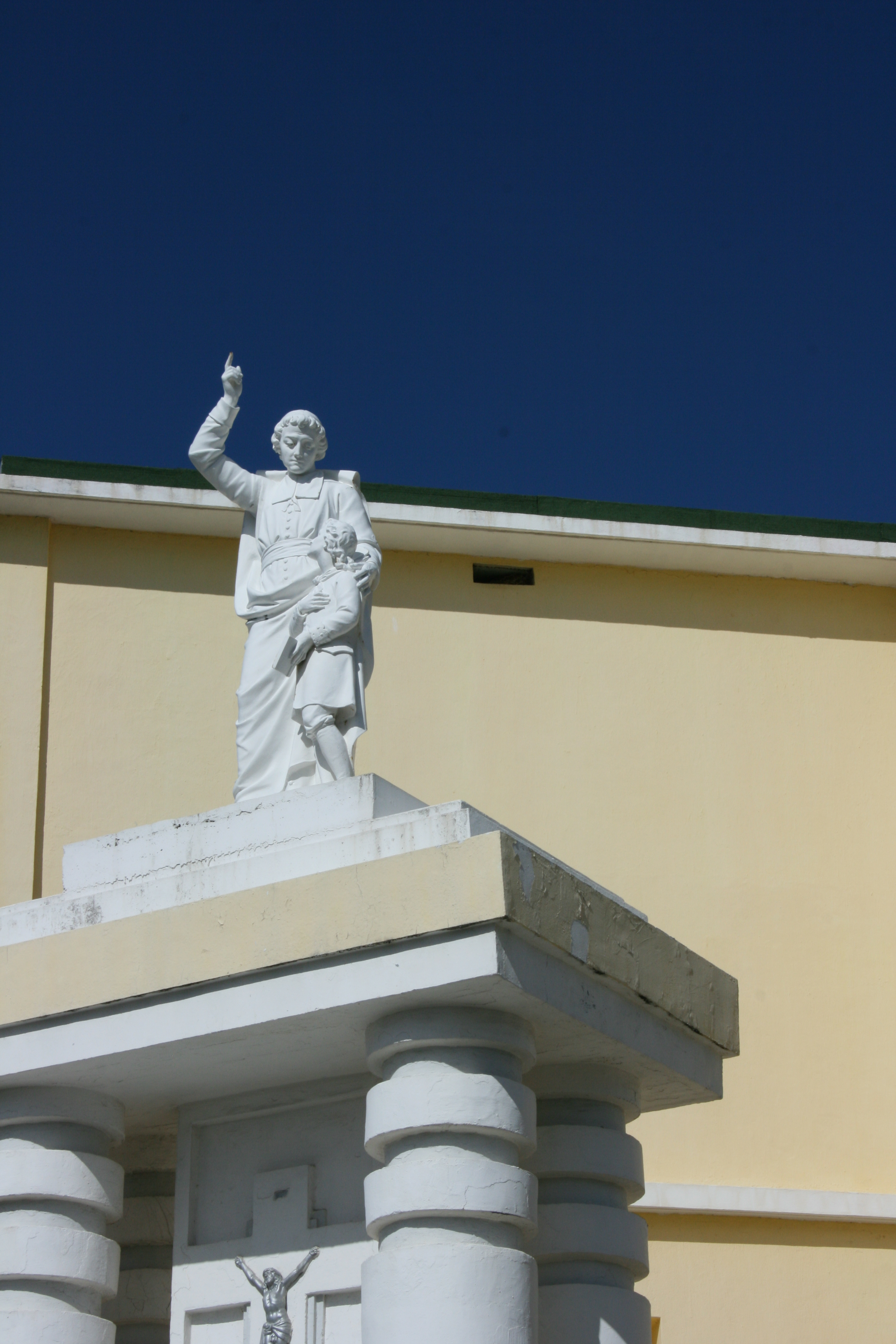
Statue de saint Jean-Baptiste de La Salle, collège Saint-Michel à Saint-Denis de La Réunion.

  - Collège de la Cathédrale-Saint-Maurice ;
  - École Sacré-Cœur[60] ;
  - Lycée Sacré-Cœur[60].
- Blain (Loire-Atlantique), collège Saint-Laurent ;
- Clisson (Loire-Atlantique), collège Immaculée Conception ;
- La Salle-de-Vihiers (Maine-et-Loire), collège-lycée Notre-Dame[60] ;
- Laval (Mayenne), ensemble scolaire Saint Jean-Baptiste-de-La-Salle ;
- Le Mans école Saint-Joseph (rue de Lorraine) puis Pruillé-le-Chétif (Sarthe), Institution Saint-Joseph-Lorraine jusqu'en 2009, devenu groupe scolaire Saint-Joseph - LaSalle ;
- Nantes (Loire-Atlantique) :
  - Collège et lycée Saint-Joseph du Loquidy ;
  - École-collège du Sacré Cœur[60] ;
  - Lycée polyvalent Sacré-Cœur[60] ;
  - Ensemble Saint-Félix LaSalle (fusion depuis le 1er janvier 2014 de quatre établissements scolaires dont le lycée professionnel Saint Jean-Baptiste de LaSalle) ;
  - Au XIXe siècle, l'hôtel de Rosmadec, (actuellement partie de l'hôtel de ville), abritait un pensionnat de frères, l'école Saint-Pierre (aujourd'hui situé rue du Refuge) ;
  - Au XIXe siècle, l'école des Fossés (actuellement lycée public Jules-Verne) ;
  - Au XIXe siècle, le pensionnat Bel-Air (actuellement collège public Victor Hugo).
- Pornic (Loire-Atlantique), centre séjours Plein-Air ;
- Pornichet (Loire-Atlantique), collège Sacré Cœur [60] ;
- Pruillé-le-Chétif (Sarthe), ensemble scolaire Saint Joseph - La Salle ;
- Saint-Barthélemy-d'Anjou (Maine-et-Loire), groupe ESAIP ;
- Saint-Sylvain-d'Anjou (Maine-et-Loire), lycée Saint-Julien - La Baronnerie, devenu Saint-Aubin La Salle par fusion en 2012 de Saint-Julien - La Baronnerie à Saint-Sylvain-d'Anjou et l'Institution Jeanne d'Arc à Angers ;
- Teloché (Sarthe), collège Saint-Joseph ;
- Verrière en Anjou (Maine et Loire), Saint Aubin - La Salle.

#### Provence-Alpes-Côte d'Azur
- Avignon (Vaucluse), lycée Saint-Jean-Baptiste de La Salle ;
- Cavaillon (Vaucluse), école collège Saint-Charles ;
- Marseille (Bouches-du-Rhône), collège Saint-Bruno-La Salle.

##### Guyane
- Saint-Laurent du Maroni, école primaire ouverte en septembre 2010.

##### La Réunion
- Le Guillaume, ensemble scolaire La Salle Maison-Blanche ;
- Saint-Denis, collège La Salle Saint-Michel :
  - Saint-Benoît, collège La Salle - Alexandre Monnet.
- Saint-Pierre, ensemble scolaire privé catholique La Salle Saint-Charles.

## L'institut des Frères dans le monde
L'institut des Frères des Écoles chrétiennes est présent, avec 4 000 frères, dans 80 pays du monde. Répartis sur 868 communautés, ils exercent leur mission en association avec 90 000 laïcs.
Une chronologie des implantations s'impose : de 1680 à 1750, les Frères des Écoles chrétiennes n'existaient guère qu'en France. Voulant marquer son attachement à la papauté, Jean-Baptiste de La Salle envoya deux frères à Rome dès l'année 1700. En 1793, ils étaient déjà en Italie, en Suisse, en Belgique, à la Martinique.
Après l'éclipse révolutionnaire, mais avant 1850, La Réunion, la Guyane, le Canada, la Turquie, les États-Unis et l'Allemagne firent appel à leurs services.
Le demi-siècle qui suivit les vit créer des œuvres diverses en Europe (Grande-Bretagne, Malte, Autriche, Grèce, Roumanie, Monaco, Espagne, Luxembourg, Irlande, Bulgarie, Bohême, Hongrie, Pologne, Pays-Bas), en Afrique (Algérie, Égypte, Tunisie, Le Cap, Madagascar), en Amérique (Équateur, Chili, Argentine, Colombie, Nicaragua, Panama, Cuba, Mexique, Porto Rico, Brésil) et en Asie (Indochine, Malaisie, Birmanie, Hindoustan, Ceylan, Chine, Syrie, Palestine devenue Israël et Jordanie, Liban et Cambodge). En 1905, les Frères débarquaient pour la première fois en Australie.
À la veille de la guerre de 1914, et jusqu'en 1966, l'expansion géographique fut encore considérable : Portugal et Yougoslavie, pour l'Europe ; Congo belge, Libye, Maroc, Érythrée, Éthiopie, Guinée, Union sud-africaine, Mali, Nigéria, Kenya, Tanzanie, Rwanda, Haute-Volta, Cameroun, Somalie, Djibouti, pour l'Afrique ; Venezuela, Bolivie, Pérou, Saint-Domingue, Costa Rica, Honduras, Guatemala, pour l'Amérique ; Japon, Bornéo, Thaïlande, Inde, Pakistan, Philippines, pour l'Asie, Papouasie-Nouvelle-Guinée et Nouvelle-Zélande, pour l'Océanie.
Périodiquement, les fluctuations politiques, les luttes idéologiques, modifièrent de façon considérable la carte de répartition et des communautés. Récemment des communautés ont été ouvertes au Soudan et au Cambodge. Dans certains pays où le christianisme n'est pas majoritaire, il arrive que des enseignants ou des responsables de direction pratiquent d'autres religions — qu'ils soient hindous, musulmans…
L'Institut rejoint 1 300 000 élèves et étudiants de tous âges, dans plus d'un millier de centres éducatifs lasalliens : jardins d'enfants, centres universitaires, centres professionnels, radio éducative au Pérou, téléphone d'urgence pour les jeunes en danger en Australie, école technique en milieu musulman en Jordanie ou shintoïste au Japon...
Le charisme lasallien a également donné naissance à deux instituts de religieuses : Sœurs guadeloupéennes de La Salle et les Sœurs lasalliennes, présentes dans une douzaine de pays), un institut séculier et une grande variété de formes d'association à l'institut des Frères.
Le frère Robert Schieler (originaire des États-Unis) est le supérieur général de la congrégation. Il est secondé par un vicaire général. L'administration centrale des Frères des Écoles chrétiennes fonctionne à la Maison généralice à Rome, sous la direction du supérieur général assisté d'un conseil général de huit frères représentant les différentes régions du monde.

### Statistiques
Au 31 décembre 2008 :

#### Région Afrique-Madagascar
368 frères, 2 237 laïcs, 70 écoles dans 21 pays.

#### Région Europe-Méditerranée
2 276 frères, 21 839 laïcs, 412 écoles dans 24 pays.

#### Région Amérique du Nord, centrale et latine
1 694 frères, 40 211 laïcs, 359 écoles dans 21 pays.

#### Région Asie-Pacifique
483 frères, 11 548 laïcs, 77 écoles dans 13 pays.

### Afrique du Sud (1904 au Cap)
- Andfrere : Discovery Community ;
- Discovery : La Salle College ;
- Bandelirkop : De La Salle Brothers ;
- St. Brendan's School ;
- Johannesbourg : De La Salle Holy Cross College ;
- Northcliff : De La Salle House ;
- Boshoek : St. Joseph's Catholic Mission.

### Allemagne (1850)
- Illertissen, Kolleg der Schulbrüder.

### Argentine (1889)
- Buenos Aires: Colegio de La Salle Buenos Aires ;
- Buenos Aires : Instituto La Crujia ;
- Florida, Buenos Aires : Instituto La Salle Florida ;
- Rosario, Province de Santa Fe : Instituto La Salle Rosario ;
- Buenos Aires : Instituto Lasaliano de Estudios Superiores de Buenos Aires - ILES ;
- Buenos Aires : Instituto Pastoral de la Adolescencia - IPA.

### Australie (1905)

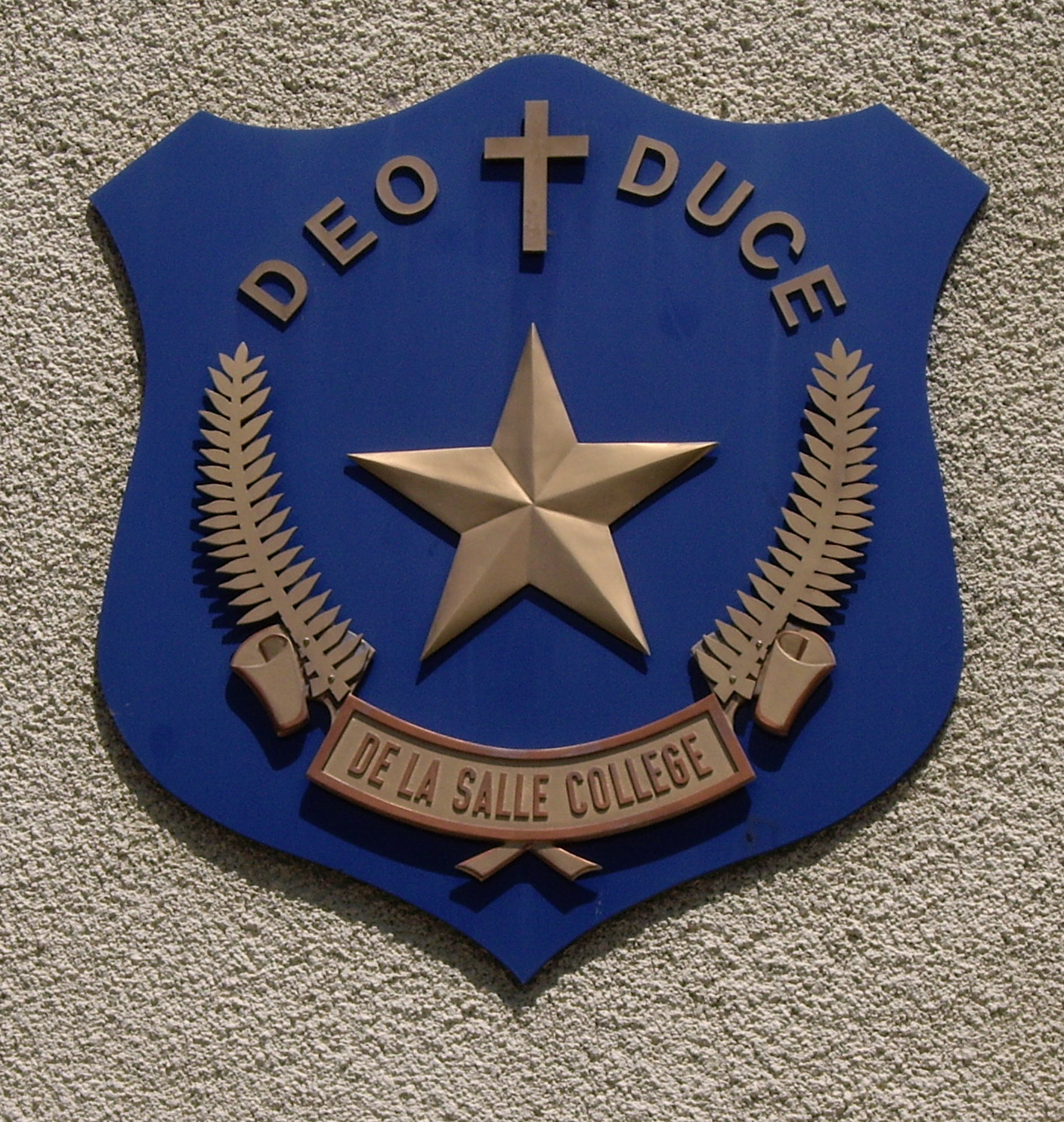
Malvern : De La Salle College.

- Malvern, (Melbourne) : De La Salle College ;
- Mentone, (Melbourne) : De La Salle College.

### Autriche (1857)
- Bad Goisern, Sporthauptschule der Schulbrüder Stephaneum ;
- Vienne, De La Salle Schule Strebersdorf.

### Belgique (1791)
- Anvers, Bruxelles, Gand, Liège, Merelbeke, Mons, Namur, Ramegnies-Chin : Instituts Saint-Luc ;
- Anvers : Sint-Henricus lagere school ;
- Bastogne : institut Saint-Joseph école primaire ;
- Bazel (Kruibeke) :
  - Sint-Petrusschool ;
  - Sint-Jorinstituut ASO/TSO/BSO.
- Beauraing : Institut Notre-Dame Beauraing-Gedinne ;
- Berchem-Sainte-Agathe :
  - Sint-Albertusschool (jongens) ;
  - Sint-Jozefsschool (meisjes).
- Bilzen : Technisch Instituut Sint-Jozef TSO/BSO ;
- Bruxelles :
  - Sint-Jans-Molenbeek 4 Winden ;
  - Sint-Jorisbasisschool ;
  - Institut Saint-Jean-Baptiste de la Salle ;
  - École de la Sainte-Trinité ;
  - Institut Saint-Thomas d'Aquin.
- Carlsbourg: Institut Saint Joseph ;
- Charleroi : Institut Saint-Joseph ;
- Chatelet: Institut Saint-Joseph ;
- Ciney : Institut Saint-Joseph ;
- Courtrai : Basisschool Sint-Jozefinstituut ;
- Ekeren :
  - Sint-Lambertusschool ;
  - Sint-Vincentschool ;
  - Sint-Mariaburg Gesub. Vrije Basisschool.
- Erquelinnes : école des Arts et Métiers ;
- Frameries : Institut du Sacré-Cœur ;
- Gand :
  - Internaat De La Salle ;
  - Kunsthumaniora Sint-Lucas.
- Gembloux : Collège Saint-Guibert ;
- Genk :
  - Broederschool ;
  - Basisschool Sint-Michiel.
- Grand-Bigard : Broederschool ;
- Jemappes : Institut Saint-Ferdinand (1851) ;
- La Roche-en-Ardenne : Institut Saint-Joseph et Sacré-Cœur ;
- Liège : Institut Saint-Joseph et Sainte-Julienne ;
- Louvain : Sint-Jansschool ;
- Malonne : Institut Saint-Berthuin (1841) ;
- Philippeville et Tournai : Institut Notre-Dame ;
- Schaerbeek : Sint-Lukas Kunsthumarniora KSO 1ste graad, 2de+3de graad ;
- Tamines : Communauté éducative Saint-Jean-Baptiste ;
- Verviers : Institut Saint-Michel ;
- Wanfercée-Baulet : Saint-Jean-Baptiste - Sainte-Anne ;
- Wavre : Institut Saint-Jean-Baptiste (1898).

### Bénin
- Bohicon : Collège Mgr Steinmetz.

### Bolivie (1920)
- La Paz : Universidad La Salle Bolivia.

### Brésil (1907)
- Manaus (AM) :
  - Centro Educacional La Salle ;
  - Faculdade La Salle.
- Brasília (DF) :
  - Colégio La Salle ;
  - Centro Educacional La Salle.

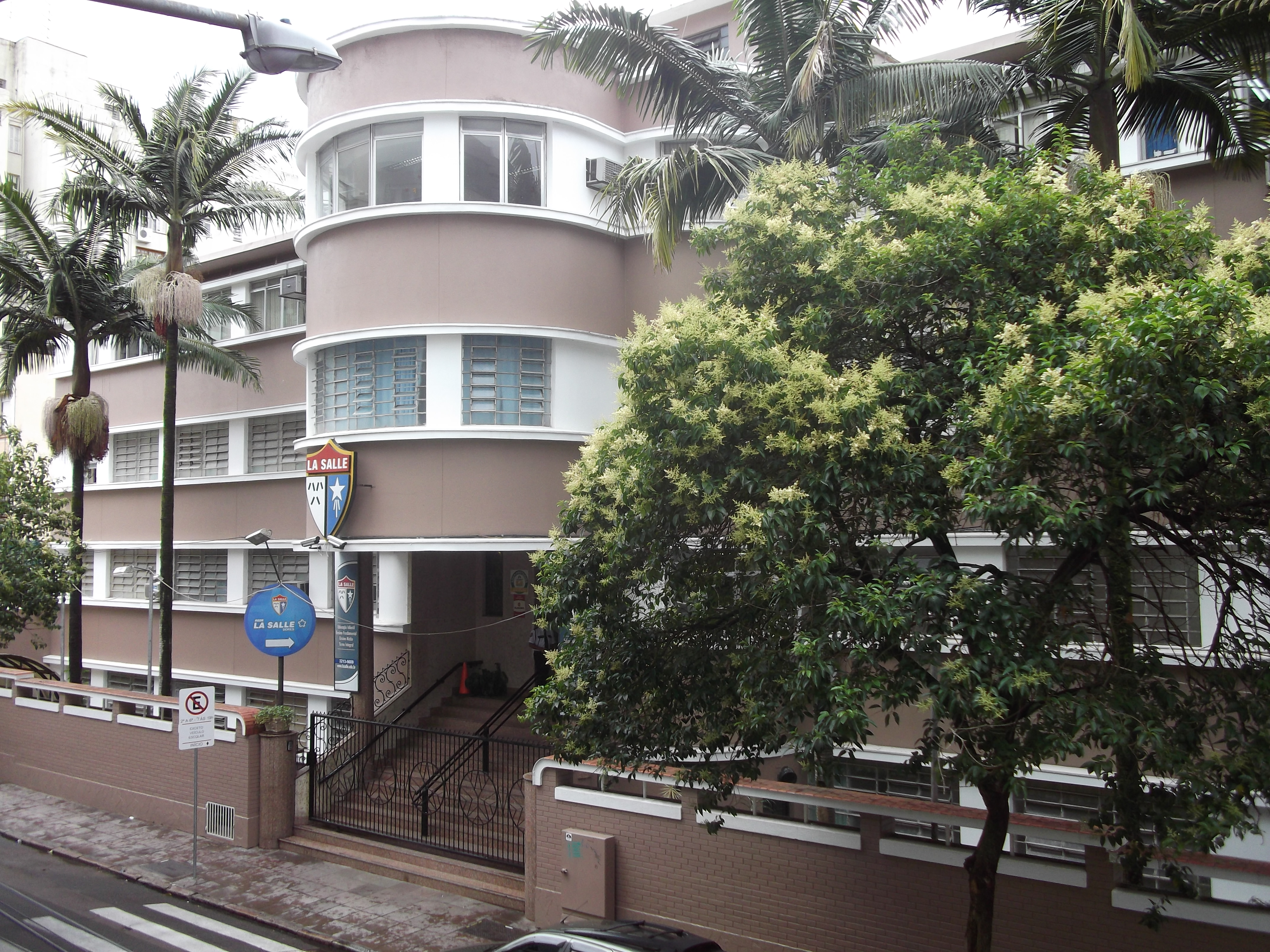
Porto Alegre : Colégio La Salle Dores.

- Águas Claras (DF) : Colégio La Salle ;
- Sobradinho (DF) : Centro Educacional La Salle ;
- Botucatu (SP): Colégio La Salle ;
- Canoas (RS) :
  - Centro Universitário La Salle - Unilasalle ;
  - Colégio La Salle ;
  - Centro de Educação Básica La Salle Niterói.
- Carazinho (RS): Colégio La Salle ;
- Caxias do Sul (RS) :
  - Colégio La Salle ;
  - Colégio La Salle Carmo ;
  - Escola Fundamental La Salle São Vicente de Paulo.
- Cerro Largo (RS): Colégio La Salle Medianeira ;
- Esteio (RS): Escola Fundamental Tricentenário La Salle ;
- Pelotas (RS): Escola Fundamental La Salle Hipólito Leite ;
- Porto Alegre (RS) :
  - Escola Fundamental La Salle Esmeralda ;
  - O Pão dos Pobres de Santo Antônio ;
  - Colégio Santo Antônio ;
  - Colégio La Salle Dores ;
  - Colégio La Salle São João.
- Sapucaia do Sul (RS): Escola Fundamental La Salle ;
- São Miguel do Oeste (SC): Colégio La Salle Peperi ;
- Xanxerê (SC): Colégio La Salle ;
- Presidente Médici (MA) :
  - Centro Educacional La Salle ;
  - Colégio Santa Teresa.
- Zé Doca (MA): Centro de Educação Popular La Salle (CEPLAS).

### Burkina Faso (1948)
- Bobo Dioulasso : collège de Tounouma (1954) ;
- Beregadougou : centre lasallien d'initiation aux métiers d'agriculture - (CLIMA) (2005) ;
- Diebougou : collège Pierre-Kula (CPK), fondé en 1965 ;
- Kongoussi : collège lasallien de Kongoussi (CLK) (2007) ;
- Nouna : collège Charles Lwanga (1964) ;
- Ouagadougou :
  - Collège Saint Jean-Baptiste de La Salle (1953) ;
  - Collège Lasalle Badenya (2002) ;
- Toussiana : collège moderne privé (1948).

### Cameroun (1948)
- Bertoua :
  - Centre lasallien de formation professionnelle Van Heygen (CELAFOP) ;
  - École maternelle et primaire De La Salle ;
- Diang : collège d'enseignement technique Saint-Joseph ;
- Douala-Akwa :
  - Collège d'enseignement technique de La Salle ;
  - Centre de formation professionnelle et continue de La Salle ;
  - École Supérieure Technique La Salle ;
- Doumé : Collège de la Salle ;
- Lomié : Centre d'éducation de Base (CEB) ;
- Mbalmayo :
  - Centre de Formation Professionnelle Saint Mutien-Marie (CFP-SMM) ;
  - Collège Saint Mutien-Marie (CSMM) ;
- Talba : collège d'enseignement général et agricole Jean-Zoa, Centre de Développement Rural (CDRT) et Centre de Santé.

### Canada (1837)
Les FEC se sont implantés au Canada en 1837 et ils ont enseigné à des générations de jeunes garçons jusqu'à la Révolution tranquille des années 1960 où l'enseignement s'est laïcisé. La communauté des Frères, associée à de nombreux laïcs, continue à demeurer active dans le service éducatif de la jeunesse.

#### Québec
- Québec : Académie commerciale de Québec (1862)[68] ;
- Montréal : Mont-Saint-Louis (1886)[68] ;
- Laval : Frères des Écoles chrétiennes, maison de retraite.

#### Ontario
- Toronto : De La Salle College (en).

### Chili (1877)

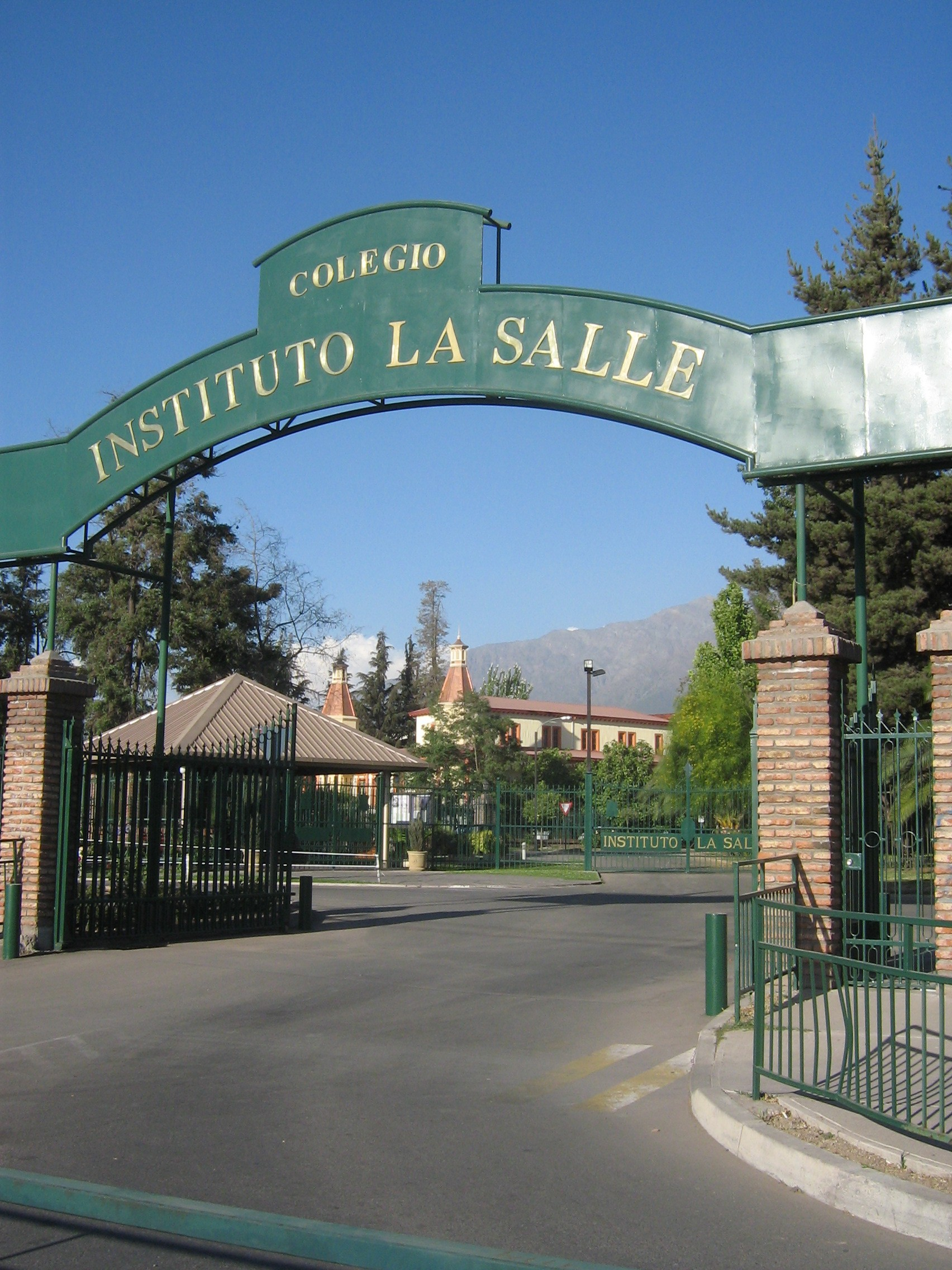
Santiago : Instituto La Salle.

- Santiago du Chili :
  - Intituto Catecheticum ;
  - Instituto La Salle.

### Colombie (1890)
- Bogota :
  - Universidad De La Salle Bogotá ;
  - Instituto Técnico Central ;
  - Instituto San Bernardo de la Salle ;
  - Liceo Hermano Miguel de la Salle ;
  - Colegio de la Salle ;
- Caldas, Antioquia : Corporación Universitaria Lasallista ;
- Istmina, Chocó : Escuela Normal Superior San Pío X.

### Congo (République démocratique du Congo)
- Kinshasa :
  - Collège De La Salle ;
  - Collège Frère Alingba ;
  - Collège Saint-Georges ;
  - Institut Professionnel de la Gombe ;
  - Collège Frère Nkadilu ;
- Mbandaka : Institut Frère Iloo ;
- Matadi :
  - Collège Ntetembwa ;
  - Complexe Scolaire Sacré-cœur ex École Belge ;
- Boma : IBM ;
- Tumba : Institut Tumba Kunda dia zayi.

### Costa Rica (1935)
- San José : Universidad De La Salle.

### Côte d'Ivoire
- Abidjan : Centre lasallien africain - CELAF.

### Cuba (1905)
- La Havane : Centro Pastoral La Salle ;
- Vedado : Colegio de La Salle ;
- Jesus del Monte, Diez de Octubre : Colegio de La Salle ;
- Santiago de Cuba : Colegio de La Salle ;
- Guantánamo : Colegio de La Salle.

### Djibouti (1951)
- Tadjourah, Centre d'Apprentissage Cardijn.

### Égypte (1847)
Maurice Barrès constatait, en 1923, dans la Revue des deux Mondes : 

« C'est une affaire formidable que les Frères des Écoles chrétiennes à Alexandrie. »

- Alexandrie :
  - Collège Saint-Gabriel d'Alexandrie ;
  - Collège Saint-Marc d'Alexandrie, El-Chatby ;
- Le Caire :
  - Collège De-la-Salle du Caire, Daher ;
  - Collège des Frères du Caire (en) à Bab El Louk ;
  - Collège Saint-Joseph du Caire, Khoronfish. C'est dans cet établissement qu'a pris naissance l'École française du droit ;
  - Collège Saint-Paul du Caire, Choubra ;
- Bayadeyya : collège de Bayadeyya, Menya.

### Équateur (1863)
- Quito :
  - San José La Salle
  - Hermano Miguel La Salle
  - La Salle Conocoto
  - Alfonso del Hierro La Salle
  - Francis Febres Cordero La Salle
- Guayaquil:
  - San José La Salle
  - San Benildo La Salle
- Cuenca
  - Hermano Miguel De La Salle Cuenca
  - San José De La Salle Cuenca
- Loja
  - José Antonio Eguiguren La Salle
  - Escuela San Juan Bautista De La Salle
  - Santa Juana de Arco Cariamanga
- Ambato
  - Juan Bautista Palacios La Salle
  - Juan León Mera La Salle
- Riobamba
  - La Salle Riobamba
- Latacunga
  - San José La Salle Latacunga
- Tulcán
  - Hermano Miguel La Salle Tulcán
- Atuntaqui
  - Hermano Miguel La Salle Atuntaqui
- Ibarra
  - La Salle Ibarra
- Azogues 
  - La Salle Azogues

### Érythrée (1938)
- Keren : St Joseph's School.

### Espagne (1878)
- Barcelone :

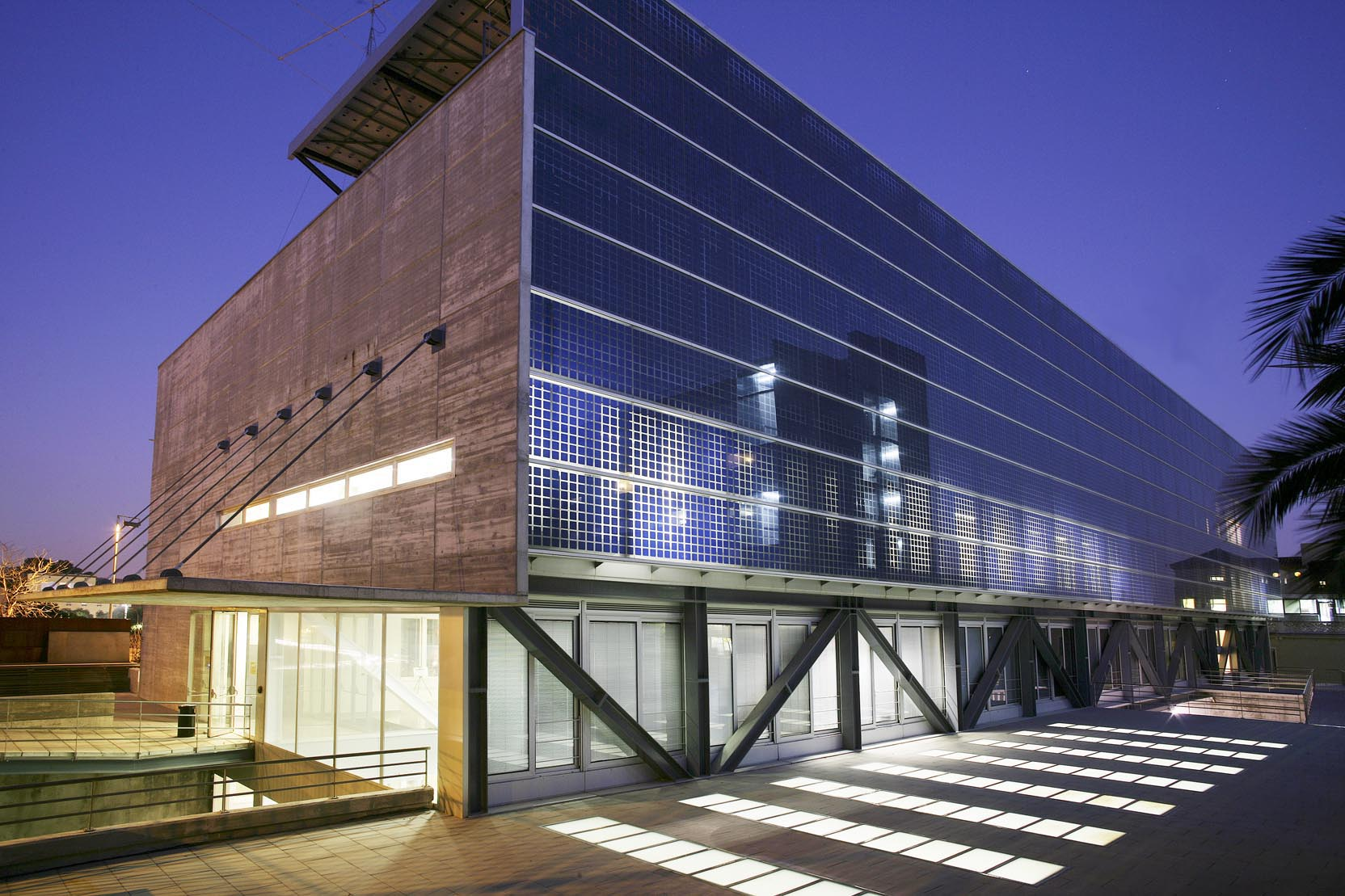
La Salle Campus Barcelona.

  - Enginyeria i Arquitectura La Salle, université Ramón Llull ;
  - Colegio La Salle Bonanova (es) ;
- Madrid :
  - Instituto Pontificio Pio X ;
  - La Salle Campus Madrid ;
  - Colegio Nuestra Señora de las Maravillas (es) ;
- Valladolid : Colegio Nuestra Señora de Lourdes (es).

### États-Unis (1845)

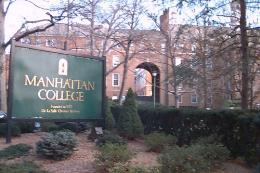
Entrée principale du Manhattan College à New York.

- Winona (Minnesota) : Saint Mary's University of Minnesota (en) ;
- Moraga (Californie) : collège Saint Mary de Californie ;
- New York : Manhattan College ;
- New York : La Salle Academy (en) ;
- Memphis : Christian Brothers' University (en) ;
- Philadelphie (Pennsylvanie) : La Salle University ;
- Romeoville (Illinois) : Lewis University (en) ;
- Minneapolis : DeLaSalle High School (en) ;
- Pasadena : La Salle High School (en) ;
- Wyndmoor (Pennsylvanie) : La Salle College High School (en) ;
- Towson (Maryland) : Calvert Hall College High School (en).

### Éthiopie (1938)
- Addis Ababa :
  - Gabre Michael Centre ;
  - Saint Joseph's School ;
- Dire Dawa, Besrate School ;
- Meki, Meki Catholic School (en) ;
- Adama, Saint Joseph's School.

### Grande-Bretagne (1855)
- Vimiera, Guernesey ;

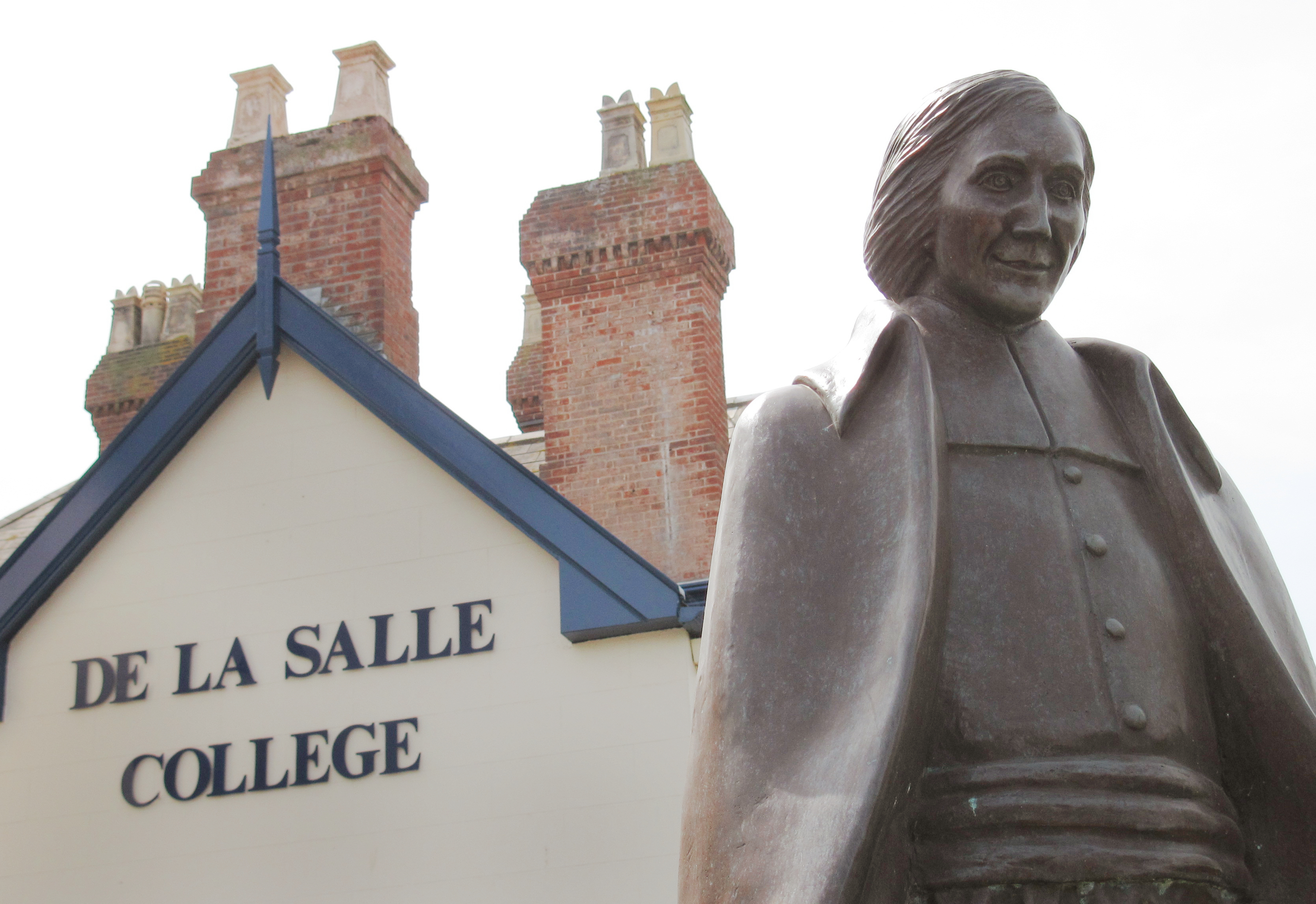
Collège De La Salle de Jersey.

- Basildon, Essex : De La Salle School ;
- Bournemouth, Dorset : St. Peter's School ;
- St. Saviour, Jersey : 
  - De La Salle College ;
  - De La Salle Primary School ;
- Liverpool : De La Salle School ;
- Londres :
  - De La Salle House ;
  - St. Joseph's College ;
- Southsea : St. John's College.

### Grèce (1858)
- Le Pirée : collège Saint-Paul ;
- Syros : école Saint-Georges ;
- Thessalonique : collège de La Salle ;
- Halimos : école Saint-Paul - De La Salle.

### Guatémala
- Mixe : Escuela Superior de Educación Integral Rural - ESEDIR ;
- Guatemala : Instituto Centroamericano de Ciencias Religiosas - ICCRE.

### Guinée
- Conakry : Centre de Formation Professionnelle De La Salle.

### Guinée équatoriale
- Bata : Escuela Taller La Salle.

### Haïti
- Port-de-Paix : Centre lasallien d'études supérieures en éducation - CLÉSÉ ;
- Port-au-Prince, Delmas ;
  - Institution Saint-Louis de Gonzague.

### Honduras
- San Pedro Sula : Instituto La Salle.

### Hong Kong (1875)

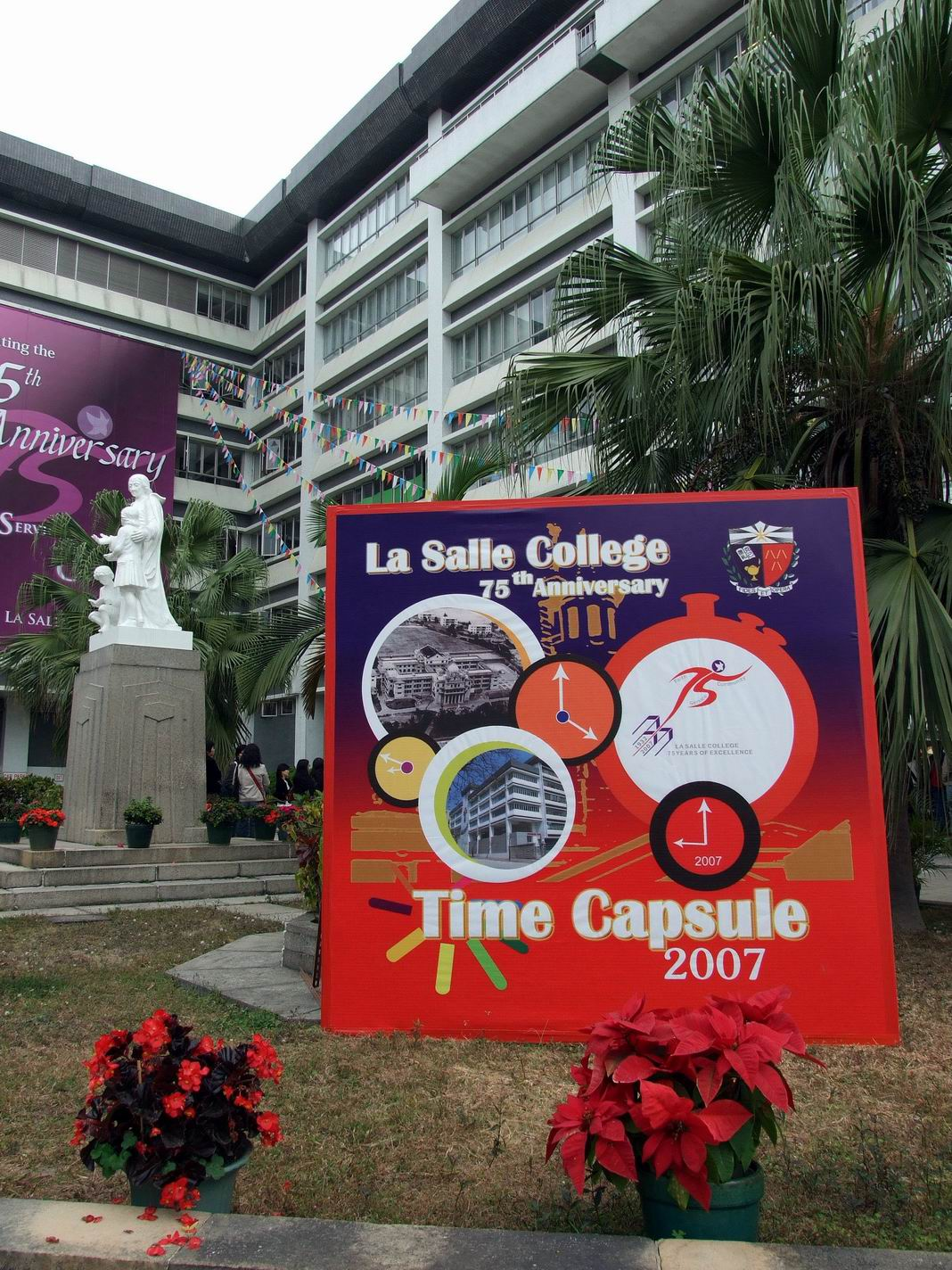
Hong Kong : La Salle College.

- Hong Kong : La Salle College.

### Hongrie (1861)
- Budapest ;
- École européenne austro-hongroise de Budapest ;
- Budapest : Kindergarten.

### Inde
- Madurai : St. Lasalle Industrial Training School ;
- Thoothukudi : Lasalle Computer Academy.

### Indonésie
- Manado : De La Salle University.

### Irlande (1880)
- Dundalk : De La Salle College Dundalk (en).

### Italie (1701)
- Milan : Istituto « Gonzaga » ;
- Pompéi : Istituto « Bartolo Longo » ;
- Rome : Istituto Pio IX ;
- Turin : Collegio San Giuseppe.

### Israël (1882)
- Jaffa : collège Saint-Joseph ;
- Nazareth : école des Frères.

### Jérusalem-Est (Territoires occupés)
- Jerusalem : collège des Frères fondé en 1876.

### Japon (1932)
- Kagoshima : La Salle Gakuen ;
- Hakodate : Hakodate La Salle Gakuen.

### Jordanie
- Amman : Collège de La Salle.

### Kenya
- Nairobi : Christ the Teacher Institute for Education, Tangaza College ;
- Karemeno : St. Lasalle Sec. School.

### Liban (1886)
- Beyrouth, Aïn Saadé, collège Mont La Salle ;
- Beyrouth, Gemmayzé, collège du Sacré-Cœur[69] ;
- Zgharta, Kfaryachit, collège de La Salle ;
- Tripoli, Deddeh Koura, collège des Frères ;
- Beyrouth, Furn el Chebbak, collège Notre-Dame ;
- Beit Mery, école Sainte-Marie ;
- Beyrouth, Bourj Hammoud, école Saint-Vincent de paul ;
- Baskinta, école Saint-Pierre.

### Madagascar (1866)
- Ambositra : collège Saint-Louis de Gonzague ;
- Ambositra : centre de Promotion rurale (CPR) ;
- Ambatondrazaka : collège Saint-Joseph ;
- Antalaha: collège Saint Jean ;
- Toamasina : lycée Stella Maris ;
- Toamasina : Saint Joseph Garçons ;
- Antananarivo : institution Sainte Famille à Mahamasina ;
- Antananarivo : école Saint Joseph à Andohalo ;
- Antananarivo : école Louis Rafiringa à Faravohitra.

### Malaisie (1852)
- Ipoh : St. Michael's Institution ;
- Kuala Lumpur : St. John's Institution ;

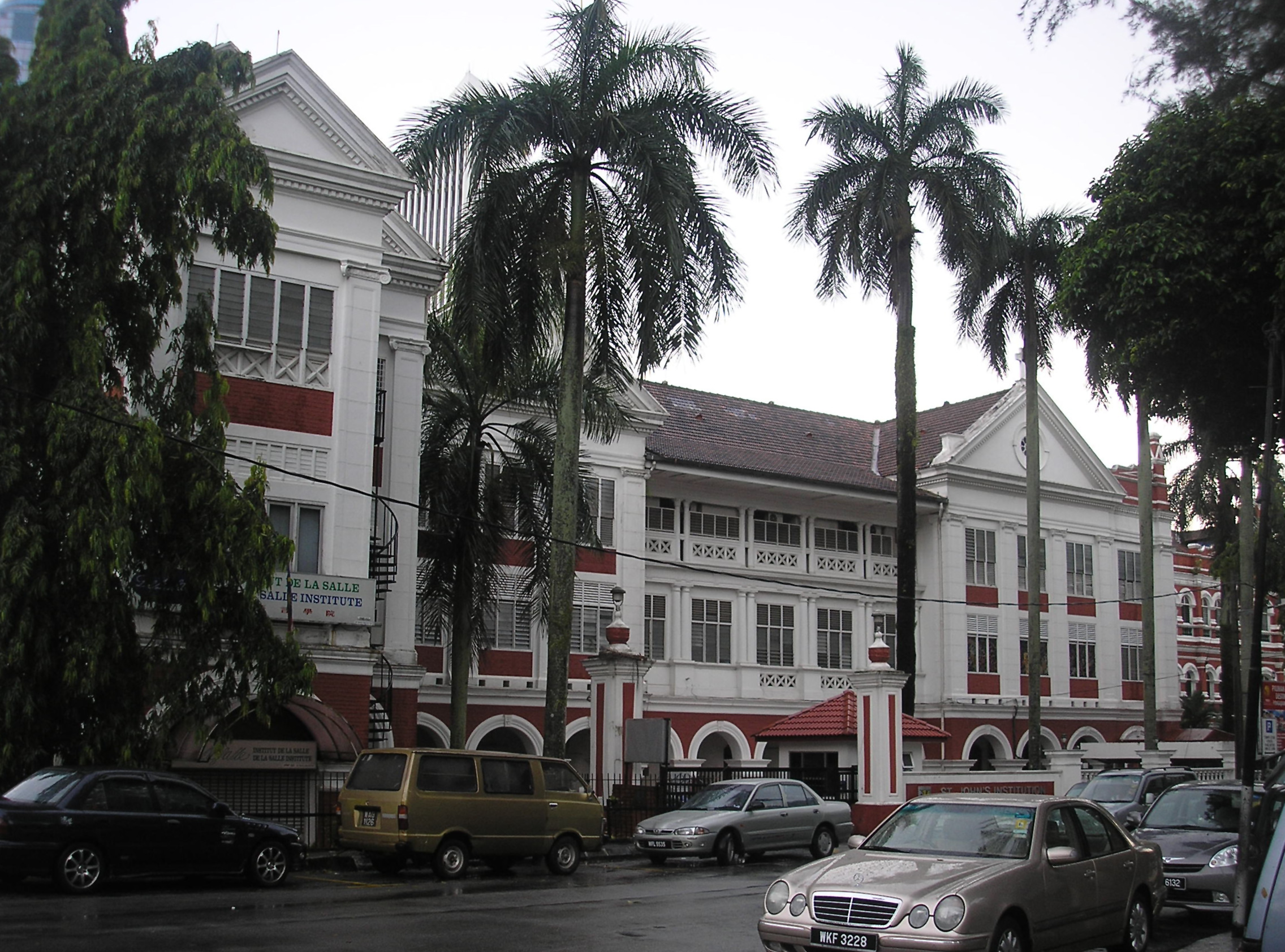
Kuala Lumpur : De La Salle Institute.

- Kuala Lumpur : La Salle Secondary School ;
- Malacca : St. Francis's Institution ;
- George Town : St. Xavier's Institution ;
- Petaling Jaya : La Salle Secondary School ;
- Taiping : St. George's Institution ;
- Kota Kinabalu : La Salle Secondary School ;
- Kuching : St. Joseph's School.

### Malte (1903)
- Cottonera : De La Salle College ;
- Gzira : Stella Maris College ;
- Sliema : St. Benild School.

### Mexique (1905)
- Durango, État de Durango : Colegio Guadiana de La Salle ;
- Monterrey, Nuevo León : Centro de Estudios Superiores La Salle ;
- Puebla, État de Puebla, Normal Superior Benavente ;
- León, État de Guanajuato : Universitad de La Salle Bajio ;
- Chihuahua, État de Chihuahua : Universidad La Salle Chihuahua (en) ;
- Oaxaca de Juárez, État d'Oaxaca : Universidad La Salle Oaxaca ;
- Cancún, Quintana Roo : Universidad La Salle Cancún ;
- Ciudad Victoria, Tamaulipas : Universidad La Salle Ciudad Victoria ;
- Cuernavaca, Morelos : Universidad La Salle Cuernavaca ;
- Mexico : Universidad La Salle de México (es) ;
- Morelia, Michoacán : Universidad La Salle Morelia ;
- Ciudad Nezahualcóyotl, État de Mexico : Universidad La Salle Nezahualcóyotl ;
- Ciudad Obregón, Sonora : Universidad La Salle Noroeste ;
- Pachuca, Hidalgo : Universidad La Salle Pachuca ;
- Saltillo, Coahuila : Universidad La Salle Saltillo.

### Mozambique
- Beira, Province de Sofala : Escola João XXIII.

### Myanmar (1860)
- Kalaw : La Salle Juniorate ;
- Maymyo : La Salle Formation House ;
- Yangon : Lasallian English and Computer Center ;
- Yangon : De La Salle Scholasticate ;
- Yangon : St. Mary's Cathedral Compound.

### Nicaragua (1903)
- León : Universidad Tecnológica La Salle ;
- Managua : Instituto Pedagógico La Salle.

### Niger
- Niamey : Lycée d'enseignement professionnel Issa Béri, fondé en 1966.

### Nigéria
- Ondo : La Salle College ;
- Yola : St. Peter's Seminary ;
- Makurdi : Mount La Salle College.

### Nouvelle-Zélande
- Auckland, Mangere East : De La Salle College ;
- New Plymouth : Francis Douglas Memorial College.

### Palestine

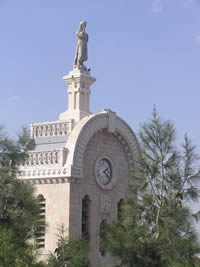
Université de Bethléem.

- Bethléem : université de Bethléem, créée en 1973, les Frères étant présents depuis 1893[70] ;
- Bethléem : Collège des Frères, fondé en 1893, il s'est déplace en 1973, lors de la fondation de l'Université.

### Panama
- Panama : LCI La Salle College, fondé en 1908.

### Pakistan
- Faisalabad : La Salle High School ;
- Multan : La Salle High School.

### Papouasie-Nouvelle-Guinée (1946)
- Bomana : De La Salle Secondary School ;
- Bomana : Jubilee Catholic Secondary School ;
- Port Moresby : Hohola Youth Development Centre ;
- Kondiu : Rosary Secondary School ;
- Mainohana : Mainohana Catholic Secondary School ;
- Mount Hagen : Holy Trinity Teachers' College.

### Paraguay
- Asuncion : Escuela José María Bogarín-La Salle ;
- Pozo Colorado : Escuela San Isidro Labrador.

### Pays-Bas (1908)
- Cuijk, Broederhuis De La Salle ;
- Ruremonde, Broederhuis ;
- Voorhout, Broederhuis De La Salle.

### Pérou (1921)
- Urubamba, Cuzco : Instituto Superior Pedagógico y Tecnológico La Salle ;
- Urubamba, Cuzco : Instituto Superior Pedagógico La Salle ;
- Requena, Instituto Superior Pedagógico Fray Florencio Pascual Alegre ;
- Lima , I.E.P. LA SALLE.

### Philippines (1911)
- Manille : De La Salle University Manila ;
- Cavite : De La Salle Health Sciences Institute ;
- Lipa City : De La Salle Lipa ;
- Cavite : De La Salle University Dasmarinas ;
- Manille : De La Salle - College of Saint Benilde ;
- Malabon City : De La Salle Araneta University ;
- Binan : De La Salle Canlubang ;
- Toledo City : De La Salle Andres Soriano Memorial College ;
- Mindanao : John Bosco College of Education ;
- Antipolo City : La Salle College Antipolo ;
- Ozamiz City : La Salle University ;
- Bacolod City : University of St. La Salle.

### Pologne (1903)
- Częstochowa : école St. J.-B. de La Salle ;
- Gdańsk : école de La Salle ;
- Gdańsk : école Maternelle de La Salle ;
- Przytocko : centre éducatif ;
- Uszyce : internat, école, ateliers thérapeutiques ;
- Zawadzkie : internat, école, ateliers thérapeutiques.

### Porto Rico (1905)
- Añasco : Escuela Católica De La Salle ;
- Bayamón : Colegio De La Salle.

### Portugal (1932)

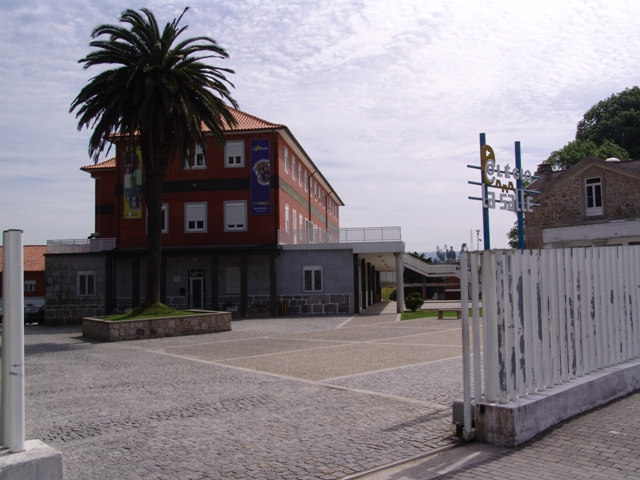
Colégio La Salle - Barcelos.

- Barcelos : Colégio La Salle ;
- Braga : Colégio São Caetano.

### République dominicaine
- Santiago de los Caballeros : Colegio De La Salle ;
- Santiago de los Caballeros : Liceo-Escuela Santo Hermano Miguel ;
- Saint-Domingue : Colegio Dominicano De La Salle ;
- Saint-Domingue : Liceo Escuela San Juan Bautista de La Salle ;
- Higüey : Liceo Escuela Juan XXIII La Salle.

### Roumanie (1861)
- Pildeşti : Liceul La Salle.

### Rwanda
- Byumba : groupe scolaire De La Salle ;
- Butare : Fraternité de La Salle ;
- Gisenyi : école d'Art.

### Singapour (1852)
- Singapour : St Anthony's Primary School ;
- Singapour : De La Salle School ;
- Singapour : Saint Joseph's Institution ;
- Singapour : St Stephen's School (en) ;
- Singapour : St Patrick's School.

### Slovaquie (1888)
- Bratislava : Gymnazium Školských Bratov ;
- Bratislava : Základna Škola S. Ján de La Salle.

### Sri Lanka (1867)
- Colombo : De La Salle College ;
- Colombo : De La Salle Institute.

### Suisse (1750)
- Neuchâtel : école catholique de Neuchâtel.

### Tchad
- Kélo: Collège St Joseph ;
- N'Djaména: Centre Technique d'Apprentissage et de Perfectionnement De La Salle.

### Thaïlande (1951)
- Bangkok : La Salle College ;
- Chanthaburi : La Salle Chantaburi ;
- Nakhon Sawan : La Salle Chotiravi Nakhon Sawan ;
- Sampran : La Salle House of Studies.

### Togo
- Togoville : Collège Saint-Agustin et Notre-Dame du Lac ;
- Tami: Centre de formation rurale ;
- Dapaong: Collège St Athanase et Collège de La Salle.

### Turquie
- Istanbul : Lycée Saint-Michel[71] ;
- Kadıköy, Istanbul : Lycée Saint-Joseph ;
- Izmir: Lycée Saint-Joseph.

### Venezuela (1913)
- Barquisimeto : Colegio La Salle ;
- Caracas : Colegio La Salle de Tienda Honda ;
- Caracas : Colegio La Salle de la Colina ;
- Mérida : Colegio La Salle ;
- Valencia : Colegio La Salle Guaparo (es).

### Viêt Nam (1866)
Le premier établissement des Frères est ouvert à Saïgon.